# Kassel-Marathon
Der Kassel-Marathon ist ein Marathon, der seit 2007 in Kassel stattfindet. Er wird von der AS-Event GmbH aus Ahnatal veranstaltet, vertreten durch Michael Aufenanger, dem Sohn des langjährigen Marathon-Bundestrainers und Mitbegründer des Kasseler Citylaufs Winfried Aufenanger. Zum Programm gehören auch ein Halbmarathon, ein Mini-Marathon über 4,2195 km für Kinder und Jugendliche, Walking-Wettbewerbe sowie eine Marathon-Staffel, bei denen vier Läufer je einen Teil der Marathonstrecke bewältigen.

## Überblick

### Sensenstein-Marathon (1972–1979)
Der Kassel-Marathon hat seinen Ursprung im Jahr 1972, als von der Gruppe Sport für Jedermann des KSV Hessen erstmals ein Volksmarathonlauf am Sensenstein bei Nieste ausgetragen wurde. Der Lauf wurde nach den Bedingungen des Deutschen Leichtathletik-Verbandes (DLV) durchgeführt, sodass die Leistungen in die Bestenliste aufgenommen werden konnten. Zielschluss war nach sieben Stunden. Bei der Erstaustragung des Sensenstein-Marathons starteten 179 Teilnehmer, darunter der siebenmalige Gewinner der 100 km von Biel Helmut Urbach vom TV Refrath und der Teilnehmer der Leichtathletik-Europameisterschaften 1974 über 3000 Meter Hindernis Herbert Leyens aus Belgien.
War in den ersten beiden Austragungsjahren die Marathonstrecke noch als eine große Schleife angelegt mit Start an der Jugendburg Sensenstein und Ziel am großen Parkplatz unterhalb der Jugendburg, blieben die Läufer ab der dritten Austragung im unteren Niestetal und durchliefen dreimal einen etwa 13,5 km langen Pendelkurs durch den Kaufunger Wald, zuzüglich Anlauf- und Ablaufstrecke ab dem Sensenstein. Diese neue Streckenführung über 30 km Schotterwege und zwölf Kilometer asphaltierte Wege wies geringere Steigungen als der alte Rundkurs auf, dennoch war sie mit insgesamt 180 Höhenmetern anspruchsvoll.

### Kassel-Marathon (1980–1997)
Zur neunten Austragung 1980 wählte die Gruppe Sport für Jedermann des KSV Hessens eine neue Streckenführung im Kasseler Fuldatal mit Start und Ziel auf der Fuldatalstraße in Höhe der Schule Wolfsanger. Der neue ebene und durchgehend asphaltierte 7.032,5 m lange Pendelkurs über die Fuldatalstraße wurde für den Marathon sechsmal durchlaufen. Im Rahmenprogramm wurde die bisherige 28,5 km lange Probierstrecke ab Sensenstein durch einen 25 km langen Straßenlauf ersetzt, hinzu kamen Gehwettbewerbe. Während der Premierenveranstaltung mit Zielschluss nach vier Stunden wurde die Fuldatalstraße halbseitig gesperrt und die Geschwindigkeit des stadteinwärtigen Verkehrs auf 30 km/h beschränkt. Der Auto- und Motorradverkehr konnte wegen einer Straßensperrung im Schocketal nicht von der Fuldatalstraße umgeleitet werden und wirkte sich störend auf die insgesamt 230 teilnehmenden Läufer und Geher, davon 90 Starter über die Marathondistanz, aus. Beim 10. Kasseler Marathon des KSV Hessen 1981 ersetzte ein Jedermannlauf über 10 km den letztjährig und damit einmalig durchgeführten 25-km-Straßenlauf, dessen einzige Sieger somit Elke Ötermann vom TV 05 Wetter und der Teilnehmer der Crosslauf-Weltmeisterschaften 1987 und des IAAF-Weltcup-Marathons 1987 Reiner Gutschank vom KSV Hessen Kassel blieben.
Im Jahr 1982 zog der Kassel-Marathon erneut um, diesmal ans Auestadion, wo sich Start und Ziel auch noch heute von der seit 2007 durchgeführten Veranstaltung unter Winfried Aufenanger befinden. Der damalige für Läufer viermal zu durchlaufende 10-km-Rundkurs führte vom Auestadion-Vorplatz über Damaschkestraße und -brücke, die Straße Fuldaaue, Waldauer Fußweg, Kaufunger Straße, Jahnstraße, Blücherstraße, Arndtstraße, Schwimmbadbrücke, Auedamm, An der Karlsaue, Landaustraße und Menzelstraße ins Auestadion. Für die erforderliche Streckenlänge der Marathondistanz befand sich auf dem Auedamm in Nähe der Gärtnerplatzbrücke ein Wendepunkt, der von der Schwimmbadbrücke aus angelaufen wurde. Um den Anforderungen der Deutschen Leichtathletikordnung (DLO) gerecht zu werden, wurden die Gehwettbewerbe auf einer 2,5 km langen Pendelstrecke ausgetragen. Bei der 11. Austragung des Kassel-Marathons über diesen neuen Rundkurs hatte Nachtfrost die Strecke in eine Rutschbahn verwandelt, sodass sämtliche Startzeiten um eine halbe Stunde verschoben werden mussten. Es nahmen 130 Marathonläufer, 50 Jedermannläufer und 30 Geher in den einzelnen Disziplinen teil.
Mehrere Überraschungen gab es bei der 19. Austragung im Jahr 1990. Der damals 21-jährige Chemiestudent Matthias Körner aus Leipzig verbesserte seine im vorherigen Jahr erzielte persönliche Bestzeit um fast fünfzehn Minuten und stellte mit einer Zeit von 2:29:27 h einen neuen Streckenrekord auf. Im internationalen Teilnehmerfeld mit Läufern aus der DDR, der CSSR, Polen, Dänemark, Belgien, Frankreich und Großbritannien war auch der Australier Bob Brett, damaliger Konditionstrainer von Boris Becker, der auf Empfehlung eines Freundes vom Deutschen Tennis Bund (DTB) in Kassel über die Marathondistanz an den Start ging. Im darauffolgenden Jahr 1991 konnte Matthias Körner Streckenrekord und persönliche Bestzeit mit 2:23:48 h nochmals verbessern und erhielt dafür die für eine
Siegerzeit von unter 2:25 h Stunden ausgesetzte Geldprämie in Höhe von 500 Mark. Auch bei den Frauen wurde in jenem Jahr der Streckenrekord aufgestellt; Ursula Starke vom VfL Wolfsburg lief eine Zeit von 2:56:18 h.
Nachdem der den Kassel-Marathon austragende Verein KSV Hessen Kassel im Juli 1993 mit einer Schuldenlast von 2,5 Millionen Mark in Konkurs ging übernahm der neu gegründete Leichtathletik Verein Kassel (LAV) die Laufveranstaltung, in welchen die ehemalige KSV-Abteilung Sport für jedermann aufging. Der LAV Kassel sollte den Marathon noch vier Jahre lang bis 1997 durchführen, bevor die Veranstaltung mit der 26. Austragung eingestellt wurde. Neben finanziellen Gründen sowie fehlendem Nachwuchs und Müdigkeit in der Organisation war der Hauptgrund die in den letzten Austragungsjahren wiederkehrende Kollision von Läufern mit dem Straßenverkehr zwischen Damaschkestraße und Seglergaststätte in der Fuldaaue, Parallelveranstaltungen der Messe Kassel ließen keine Straßensperrungen zu.

### Kassel-Marathon (ab 2007)

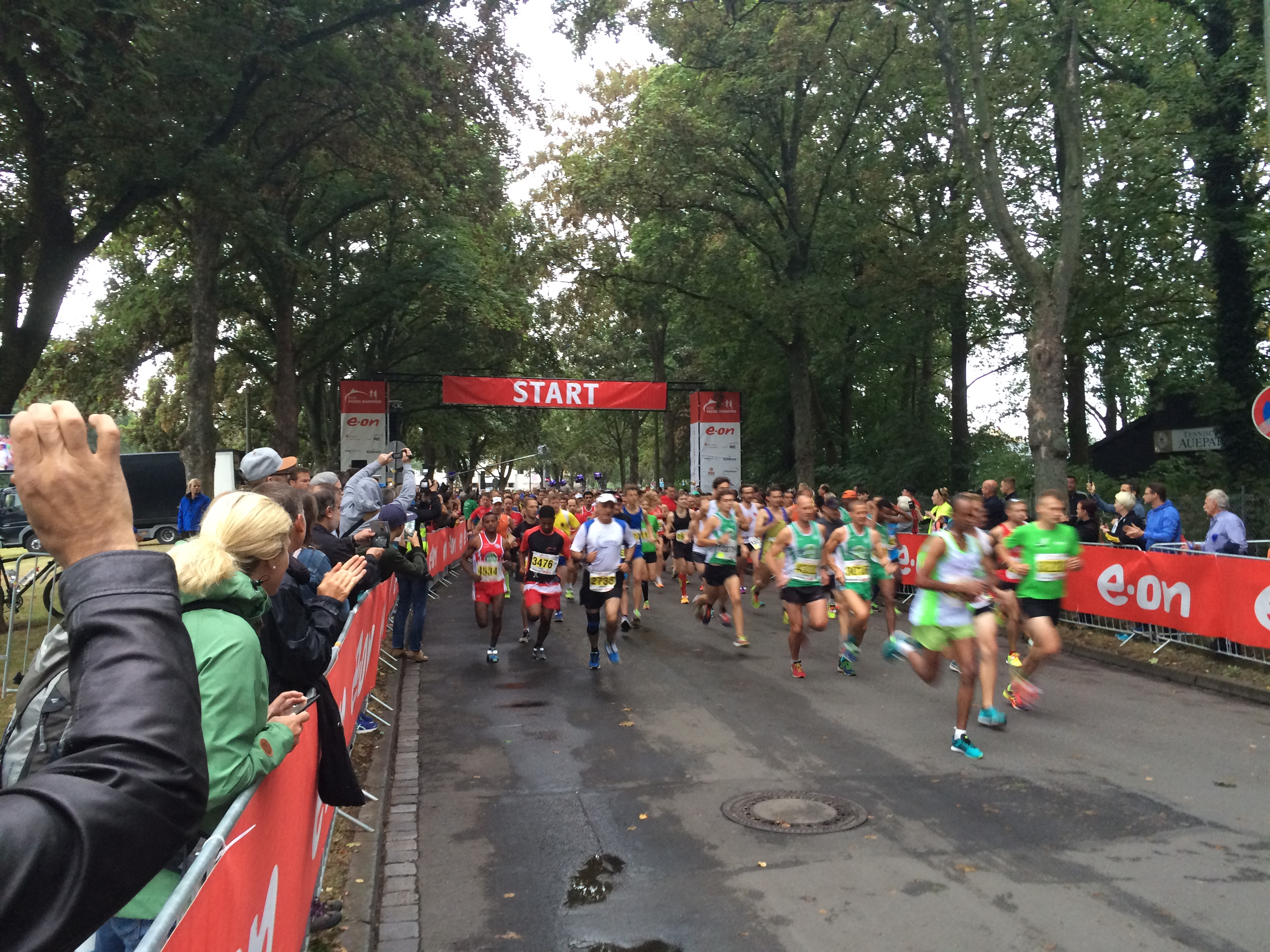
Start des Halbmarathons in der Damaschkestraße (2016)

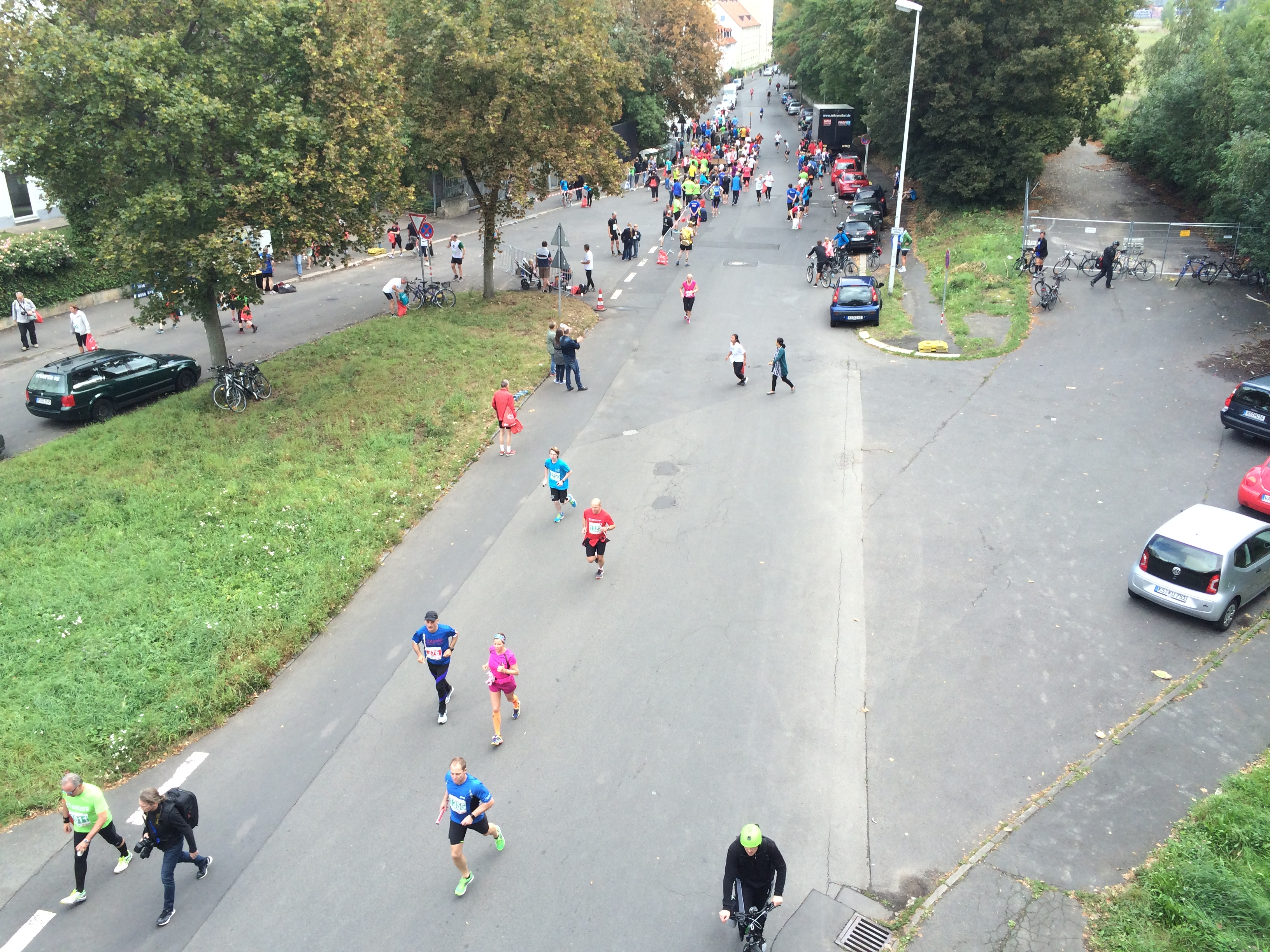
Staffelwechselpunkt in der Mombachstraße (2016)

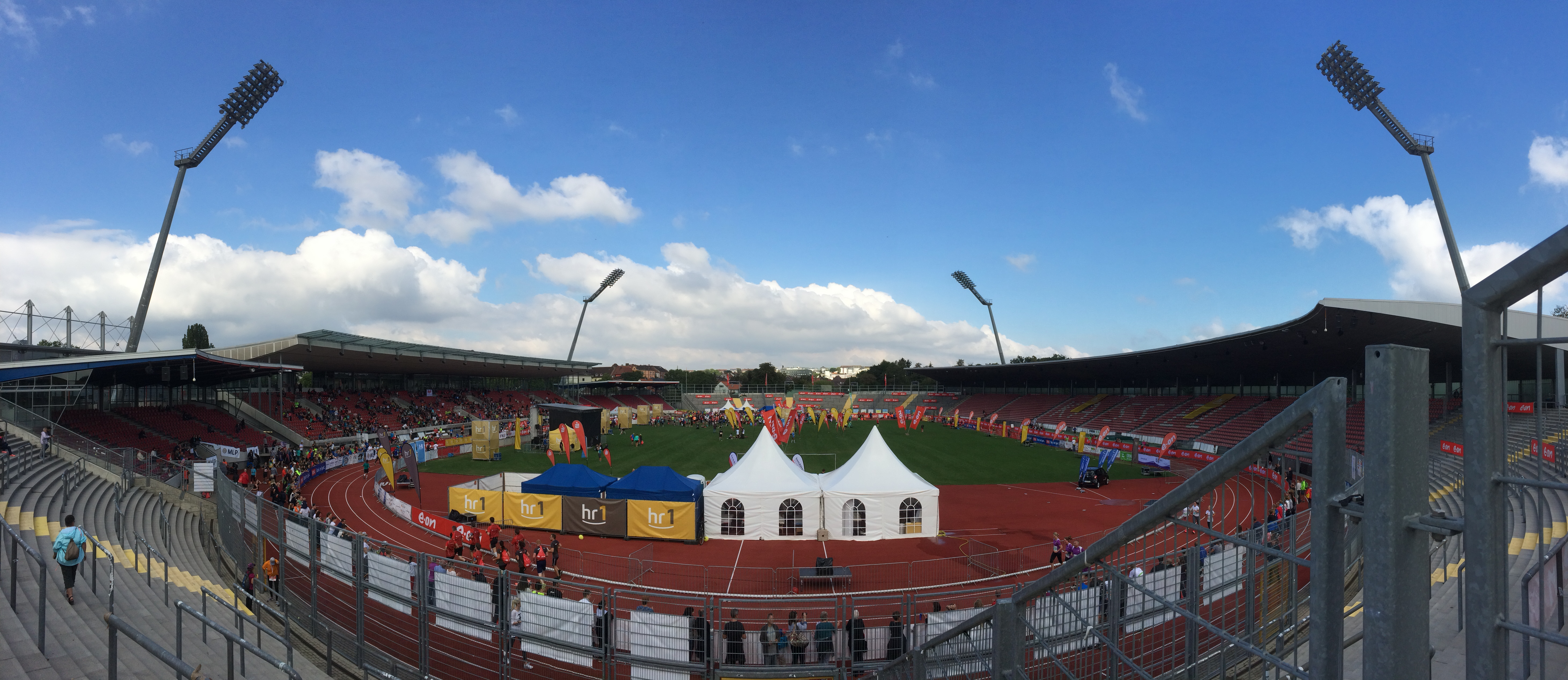
Zielbereich im Auestadion (2016)

Die Pläne für die Neuauflage eines Marathonlaufs in Kassel unter Winfried Aufenanger begannen 2005. Als Strecke wurde ein für Marathonläufer bis 2009 zweimal zu durchlaufender und 2006 offiziell vermessener Rundkurs festgelegt, der mit Start und Ziel an den Messehallen über Zehntscheune, Waldau, Lilienthalstraße, Söhrestraße, Königinhofstraße, Hafenbrücke, Holländischer Platz, Halitplatz, Rothenditmold, Zentgrafenstraße, Berliner Brücke, Friedrich-Ebert-Straße, Friedrichsplatz und Auedamm führte. Diese weitestgehend flache Streckenführung wies eine größere Steigung auf, die etwa beginnend am Halitplatz über Mombachstraße und Wolfhager Straße in Rothenditmold bis zur Berliner Brücke auf einer Länge von circa vier Kilometern fünfzig Höhenmeter beinhaltete. Für viele Läufer ist diese Steigung einer der Hauptkritikpunkte des Kassel-Marathons; der Kasseler Sportwissenschaftler Kuno Hottenrott dagegen bezeichnete den Anstieg als kein Problem für den Durchschnittsläufer, die muskuläre Umstellung wäre durchaus vorteilhaft. Die Inliner wählten zur Vermeidung von Straßenbahnschienen in der Fußgängerzone Obere Königsstraße und Kopfsteinpflaster hinunter zur Orangerie an zwei Stellen eine alternative Strecke: einmal über Ufa-Palast und einmal über Altmarkt, Fuldabrücke, Unterneustädter Kirchplatz, Maulbeerplantage, Blücherstraße, Arndtstraße und Schwimmbadbrücke. Später fuhren die Inline-Skater vom Unterneustädter Kirchplatz über Waldauer Fußweg, Lore-Klitsch-Weg und Arndtstraße zur Schwimmbadbrücke.
Seit 2010 laufen die Marathonläufer über einen 90 Höhenmeter flacheren Ein-Runden-Kurs, der auf der Halbmarathonstrecke basiert, jedoch insgesamt fünfmal von dieser abzweigt. Nach Crumbach und Forstfeld führt eine Schleife über Görlitzer Straße, Liegnitzer Straße, Glogauer Straße, Waldauer Weg, Justus-Liebig-Straße, Otto-Hahn-Straße, Forstbachweg, Erlenfeldanger, Heinrich-Steul-Schule, Leipziger Straße, Forstfeldstraße und Ochshäuser Straße, in Bettenhausen zweigt eine Schleife an der ehemaligen Salzmannfabrik ab und verläuft über Stadtteilzentrum Agathof, Losseschule, Heiligenröder Straße, Hagen-Park und Philips-Park. Eine weitere Schleife mit Wendepunkt beginnt hinter der Hafenbrücke und führt über Martinstraße, Schützenstraße, Ostring, Wilhelm-Speck-Straße sowie die Fuldatalstraße entlang bis auf Höhe der Straßenbahnendhaltestelle Wolfsanger und wieder zurück, diesmal jedoch auf direktem Wege über die Weserspitze. Ähnlich vom Profil her die nächste Schleife entlang der Ahna durch den Stadtteil Nord (Holland) bis zur Zionskirche (ab 2014 Gahrenbergstraße) über das ehemalige Gottschalk-Gelände, Nordstadtpark, Fiedlerstraße und Bunsenstraße bis Halitplatz. Die letzte Schleife zweigt an der Komödie ab und führt über Königstor und Wilhelmshöher Allee bis zum Wehlheider Platz, von dort über Wittrockstraße und Kohlenstraße zum Georg-Stock-Platz und weiter der Drusel folgend über Tischbeinstraße, Philosophenweg und An der Karlsaue zum Marmorbad. 2012 und 2014 wurden Marathonstrecke und Halbmarathonstrecke im Zuge der Start/Ziel Verlegung von der Messe Kassel zum Auestadion überarbeitet und direkter geführt, bei der Marathonstrecke entfielen Abschnitte über Görlitzer Straße und Glogauer Straße in Waldau, Erlenfeldanger in Forstfeld, Wehlheider Platz und Georg-Stock-Platz in Wehlheiden sowie Innenstadt und Auedamm, wofür Streckenführungen rund um die Messehallen, über den Bergweg in Wolfsanger, Philippistraße und Angersbachstraße in Rothenditmold, Schönfelder Straße und Gräfestraße in Wehlheiden sowie die Kunsthochschule zum Auestadion hinzukamen.
Bei der Erstaustragung erreichten 1152 Marathonläufer das Ziel. Damit lag der Kassel-Marathon im deutschlandweiten Vergleich auf dem 23. Platz bezogen auf die Teilnehmerstärke und in Hessen nur hinter dem Frankfurt-Marathon. Die Finisherzahl im Marathon sank jedoch in den nächsten Jahren immer weiter und konnte erst 2015 stabilisiert werden. Seitdem beenden jährlich zwischen 300 und 400 Läufer den Marathonlauf. Zwischenzeitlich konnten der Darmstadt-Marathon (ausgetragen 2008–2012) und der Weiltalweg-Landschaftsmarathon mehr Finisher vorweisen. Seit 2012 behauptet der Kassel-Marathon jedoch seine Stellung als zweitgrößter hessischer Marathon hinter dem Frankfurt-Marathon. Die der jährlichen Marathon-Analyse des Internet-Journals laufreport.de entnommenen Platzierungen können in der Tabelle rechts eingesehen werden.
| Teilnehmerstärke | Teilnehmerstärke | Teilnehmerstärke |
| Jahr             | DEU              | HE               |
| ---------------- | ---------------- | ---------------- |
| 2007             | 23               | 2                |
| 2008             | 32               | 4                |
| 2009             | 34               | 3                |
| 2010             | 22               | 2                |
| 2011             | 29               | 3                |
| 2012             | 29               | 2                |
| 2013             | 31               | 2                |
| 2014             | 35               | 2                |
| 2015             | 30               | 2                |
| 2016             | 31               | 2                |
| 2017             | 35               | 2                |
| 2018             | 33               | 2                |
| 2019             | 34               | 2                |
| 2020             | –                | –                |
| 2021             | –                | –                |
| 2022             | 33               | 2                |

#### 2007
Lange sah alles nah einem Start-Ziel-Sieg des Kenianers Samson Loywapet aus, der vom Leichtathletikmanager Volker Wagner betreut als klarer Favorit galt, letztlich aber auf den vierten Platz (2:20:20 h) zurückfiel. So gewann Francis Kiprop (2:16:48 h) aus Eldoret, der sich vier Kilometer vor dem Ziel von Ernest Kipyego (2:17:38 h) und Vincent Kipchirchir (2:17:50 h), alle Kenia, absetzen konnte. Gleich zur ersten Austragung vergab der Hessische Leichtathletik-Verband (HLV) die Hessischen Marathonmeisterschaften nach Kassel. Es gewann nur zwei Wochen nach einer Herzoperation Jürgen Austin-Kerl (PSV Grün-Weiß Kassel, 2:35:48 h) vor Hakim Ouahioune (SF Blau-Gelb Marburg, 2:36:06 h) und Holger Aselmeyer (LGV Marathon Gießen, 2:42:41 h), bei den Frauen Christiane Wilken (LG Stadt Hattersheim, 3:07:27 h) vor Simone Rößling (TSV Cappel, 3:10:32 h) und Claudia Rudolff (MT Melsungen, 3:21:20 h). Die Mannschaftswertungen gewannen die Männer der SV Blau-Weiß Dodenhausen und die Frauen der LG Stadt Hattersheim.

#### 2008

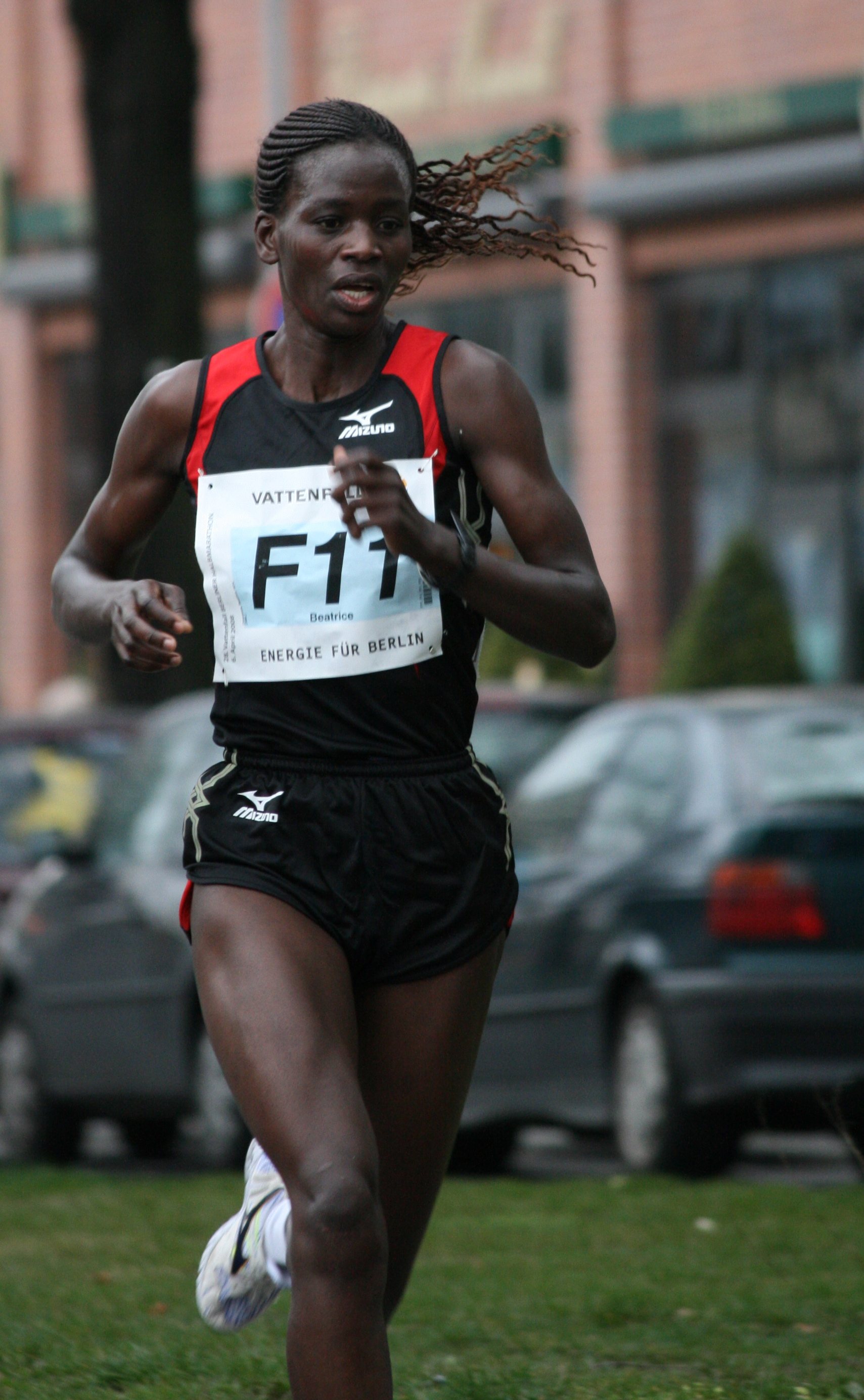
Beatrice Omwanza, Siegerin 2007/2008

Der kenianische Marathon-Debütant Pharis Kimani (2:15:34 h) aus Nairobi gewann die zweite Auflage des Kassel-Marathons, nachdem er sich fünf Kilometer vor dem Ziel, das sich einmalig in der Rothenbach-Halle befand, von Mariko Kiplagat Kipchumba (2:16:46 h) hatte lösen können. Für den Sieg erhielt Pharis Kimani ebenso wie die erneut siegreiche kenianische Titelverteidigerin Beatrice Omwanza (2:40:24 h) eine Siegprämie von 5.000 Euro, welche die Athletin von Manager Volker Wagner für die Ausbildung von Tochter Sharlon verwenden wollte. Als schnellster Deutscher beerbte Michael Leck (Laufteam Wolfhagen, 2:43:41 h) auf Platz neun den hessischen Marathonmeister Jürgen Austin-Kerl aus dem Vorjahr, der den zehnten Platz in 2:48:07 h belegte. Schnellste deutsche Frau wurde die viertplatzierte Claudia Rudolff (MT Melsungen, 3:23:07 h). Währenddessen ging die Anzahl der Finisher im Marathon um 45 % zurück. Dies entfachte erstmals die Diskussion um eine zukünftige Ein-Runden-Strecke des Marathons mit dem Ziel, den Anstieg durch Rothenditmold und Kirchditmold nur noch einmal passieren zu müssen und so die Höhenmeteranzahl für die Marathonläufer zu senken.

#### 2009

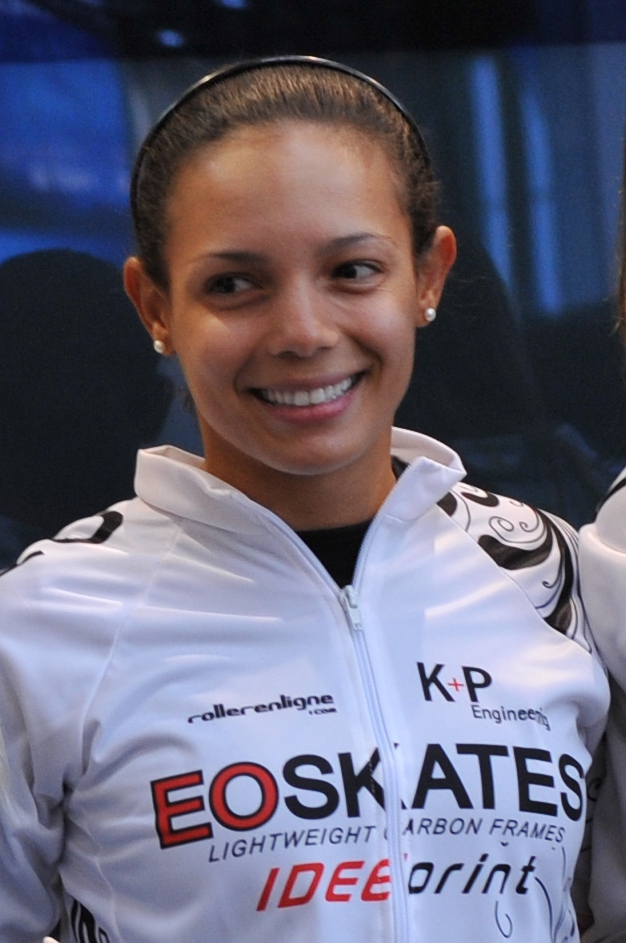
Cecilia Baena, Siegerin Inline-Halbmarathon 2009

Aus einer dreiköpfigen kenianischen Spitzengruppe heraus gewann Josef Biwott (2:13:10 h) aus Eldoret vor Patrick Muriuki (2:13:43 h) und Samson Loywapet (2:17:49 h) und damit die Siegprämie von 5.000 Euro, die in diesem Jahr für eine Zeit schneller als 2:14 h ausgesetzt war. Samson Loywapet gelang es dabei erst auf den letzten Kilometern auf dem Auedamm den bis zu diesem Zeitpunkt an dritter Position laufenden Joel Maina Mwangi zu überholen, welcher noch bis zum Ziel auf den siebten Platz (2:22:34 h) zurückfallen sollte. Erstmals im Rahmen des Kassel-Marathons wurden die Deutschen Polizeimeisterschaften (DPM) und die Deutschen Hochschulmeisterschaften (DHM) ausgetragen. Es gewannen bei der DPM Thomas Langer (Bayern/TSV Mindelheim, 2:33:08 h) und Rike Westermann (Nordrhein-Westfalen, 2:57:51 h); beide wurden auch schnellste Deutsche im Gesamtfeld des Marathons, Rike Westermann überraschend Dritte. Die Mannschaftswertungen gingen an die Polizisten aus Bayern und die Polizistinnen aus Nordrhein-Westfalen. Christian Flegel (TU Dresden, 2:33:28 h) und Antje Krause (Uni Marburg, 3:18:35 h) siegten bei der DHM, in der Mannschaftswertung der Männer gewann die TU Dresden. Beim Halbmarathon sah alles nach einem Sieg von Holger Aselmeyer (Sambah-Team Tennis-Service) aus, der nahezu uneinholbar dem Ziel entgegenlief. Offenbar irritiert von einem Streckenposten passierte er jedoch nicht den Zielstrich, sondern bog auf die Startgerade ein, wie auch zunächst Verfolger Thomas Thyssen (PSV Grün-Weiß Kassel). Letzterer, der an der Universität Kassel Wirtschaftswissenschaften studiert, bemerkte den Irrtum allerdings schneller und konnte so mit 1:11:53 h und zwei Sekunden Vorsprung gewinnen.

#### 2010

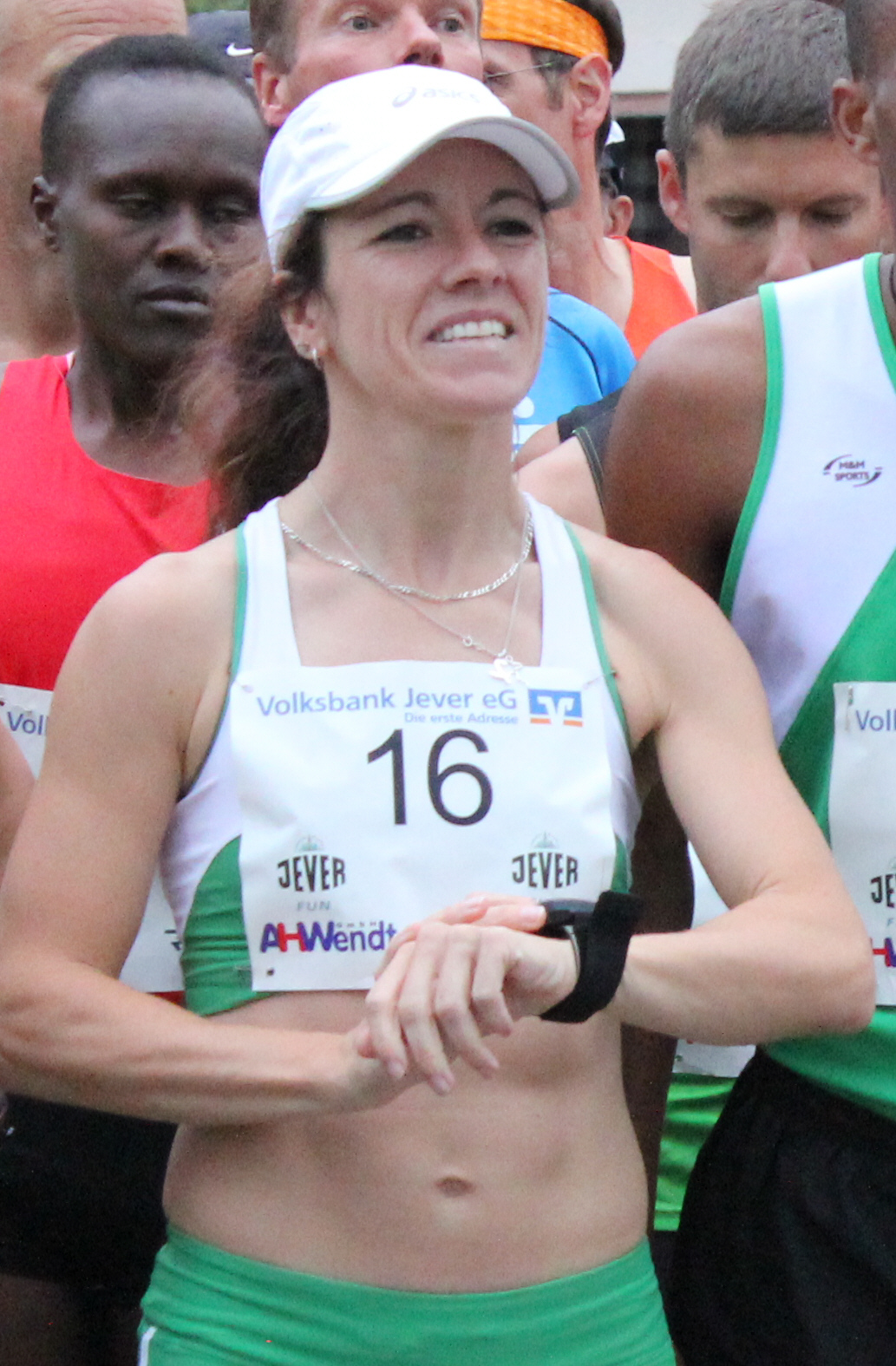
Silke Optekamp, Vierter Platz 2010, Hessenmeisterin 2012

Zur vierten Auflage des Kassel-Marathons wurde für die Marathonläufer ein Ein-Runden-Kurs eingeführt. Dazu wurden an die bisher zu belaufende Zwei-Runden-Strecke bzw. Halbmarathonstrecke insgesamt fünf Schleifen angehängt; durch den Lohfeldener Ortsteil Crumbach und die Kasseler Stadtteile Forstfeld, Bettenhausen, Wolfsanger, Nord (Holland) und Wehlheiden. Nachdem Vorjahressieger Josef Biwott und der Sieger von 2008 Pharis Kimani auf der zweiten Streckenhälfte den Anschluss an eine fünfköpfige Spitzengruppe verloren hatten, konnte sich der Kenianer Joel Chepkopol absetzen und gewann in 2:12:54 h mit neuem Streckenrekord, der erst 2018 eingestellt werden sollte. Zum zweiten Mal gab es bei den Frauen eine Titelverteidigung; Ecler Chelimo Loywapet aus Kenia siegte in 2:38:52 h. Schnellster Deutscher wurde auf Platz elf Marco Schwab (PSV Grün-Weiß Kassel, 2:27:34 h). Silke Optekamp (PSV Grün-Weiß Kassel, 2:45:09 h) aus Mönchengladbach als schnellste deutsche Frau verpasste mit dem vierten Platz knapp das Podium, verbesserte jedoch den 29 Jahre alten nordhessischen Rekord von Angelika Stephan (Berlin-Marathon 1981, 2:47:24 h) um zwei Minuten.

#### 2011
Letztmals befanden sich Start und Ziel an der Messe Kassel, die wegen zu vielen anderen Anfragen für die Monate Mai und Juni dem Kassel-Marathon zukünftig keinen Termin mehr zusichern konnte. Im Rennverlauf konnte sich nach Streckenhälfte ein kenianisches Trio mit Julius Muriuki, Pharis Irungu Kimani und Elisha Kipchirchir Rotich absetzen, die in dieser Reihenfolge auch das Ziel erreichten. Muriuki erhielt für seinen Gewinn mit einer Zeit von 2:13:00 h eine Siegprämie in Höhe von 5.000 Euro, für eine Siegerzeit von unter 2:10:00 h hätte er zusätzlich einen Rekordbonus von 10.000 Euro erhalten. Vorjahressieger Joel Chepkopol erreichte das Ziel abgeschlagen in 2:29:46 h als elfter nur einen Platz vor dem schnellsten Deutschen Marco Schwab (PSV Grün-Weiß Kassel, 2:29:59 h) aus Schrecksbach. Bei den Frauen gewann die Kenianerin Jacqueline Nytepi Kiplimo in 2:40:01 h, Sabine Mönch aus Krauschwitz in der Oberlausitz wurde als fünfte schnellste Deutsche in 3:28:15 h. Einsprüchen der Athletenbetreuer Volker Wagner und Wieland Pokorny, der spätere Sieger Julius Muriuki wäre entgegen den Regeln während des Hitzerennens von seinem niederländischen Betreuer Chris Sinnige außerhalb der offiziellen Verpflegungspunkte mit Wasser und Energieriegel versorgt worden, wurden wegen fehlender schlüssiger Videobeweise nicht stattgegeben. Bei den nach 2009 zum zweiten Mal in Kassel durchgeführten Deutschen Hochschulmeisterschaften (DHM) im Marathonlauf siegten Bernd Gillet (Uni Hamburg, 3:08:56 h) und wie bereits zwei Jahre zuvor erneut Antje Krause (Uni Marburg, 3:36:59 h), in der Mannschaftswertung der Männer die Universität Kassel. Die erstmals in den Kassel-Marathon integrierten Deutschen Meisterschaften im Inline-Speedskating über die Halbmarathon-Distanz gewannen Pascal Ramali (TGS Walldorf) und Katja Ulbrich (Bayreuther TS).

#### 2012

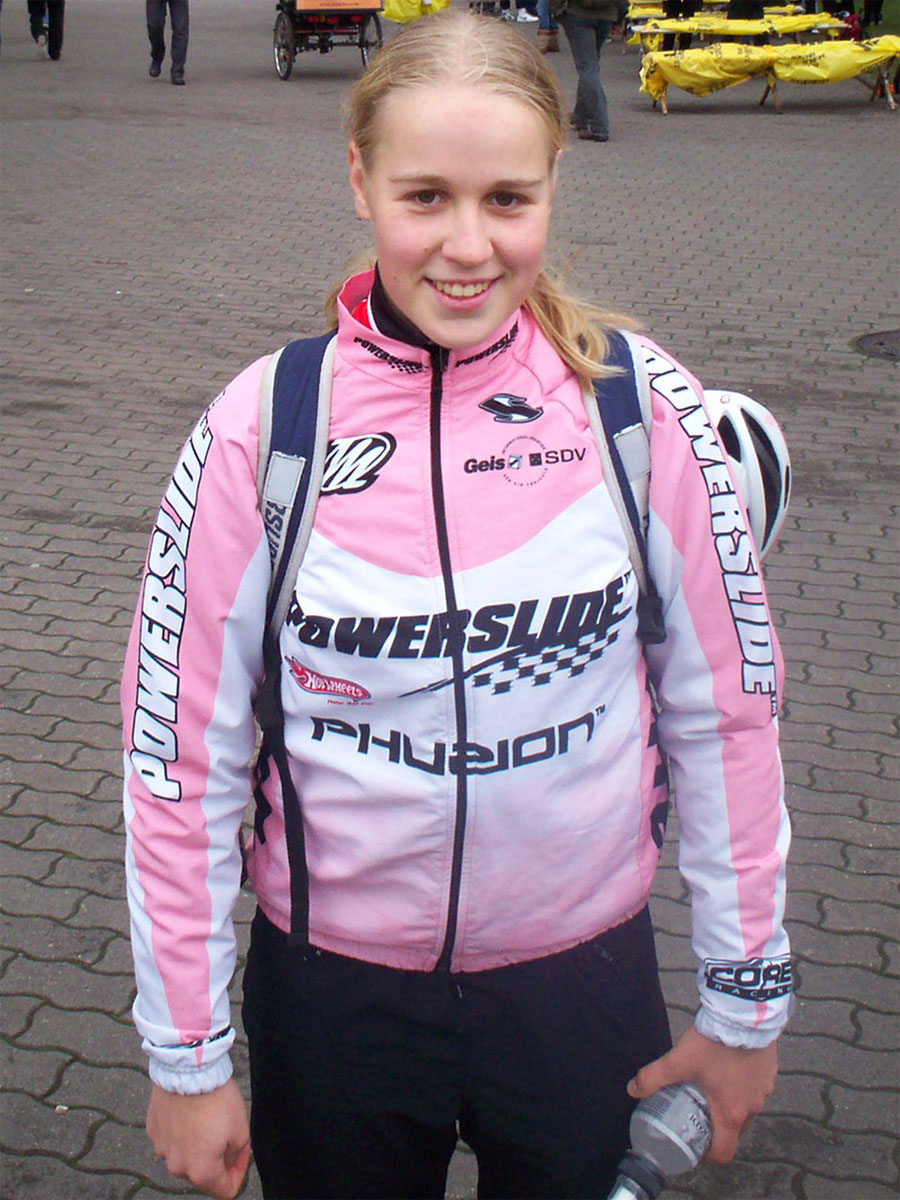
Sabine Berg, Dritter Platz DM Inline-Halbmarathon 2012

Als Erster lief der Tansanier Joseph Lwabi Daudi nach 2:14:47 h in das sich nun im Auestadion befindliche Ziel ein und durchbrach damit die zuvor fünf Jahre anhaltende Siegesserie kenianischer Athleten. Bei den Frauen gewann die damals 30-jährige Kenianerin Salome Jerono Biwott aus der Region um Eldoret mit neuem Streckenrekord von 2:35:23 h, die sich und ihrer Familie von der Siegprämie ein kleines Stück Land kaufen wollte. Schnellster Deutscher wurde Elias Sansar (LG Bielefeld, 2:28:17 h) auf dem zehnten Platz, eine Position hinter dem für den PSV Grün-Weiß Kassel startenden Äthiopier Ybekal Daniel Berye (2:26:22 h), schnellste Deutsche auf dem fünften Platz Silke Optekamp (PSV Grün-Weiß Kassel, 2:46:32 h). Sie gewann damit auch die nach 2007 zum zweiten Mal in den Kassel-Marathon integrierten Hessischen Meisterschaften vor Sandra Holly (LC Mengerskirchen, 3:04:26 h) und Antje Krause (Ultra Sport Club Marburg, 3:26:06 h). Bei den Männern ging der Hessentitel an den US-Amerikaner Fred Schmalz (PSV Grün-Weiß Kassel, 2:42:28 h), einem Dichter aus Wyoming und Dozenten für Geschäfts-Englisch an der Georg-August-Universität Göttingen, vor Frank Zimmer (Skills 04 Frankfurt, 2:44:29 h) und Michael Leck (Laufteam Wolfhagen, 2:46:20 h), bei den Mannschaften sowohl bei den Männern als auch bei den Frauen an den PSV Grün-Weiß Kassel. Bei den zum zweiten Mal in Folge in Kassel durchgeführten Deutschen Meisterschaften im Inline-Speedskating über die Halbmarathon-Distanz gewannen Stefan Rumpus (SSF Heilbronn) und Katja Ulbrich (Bayreuther TS).

#### 2013

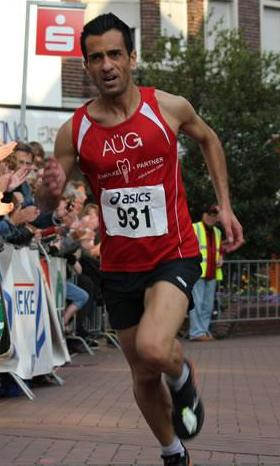
Elias Sansar, 10. Platz 2012, 2013, 2014, 8. Platz 2015, 5. Platz 2019

Als die beiden Tempomacher Patrick Lusato (TZA) und James Kemboi (KEN) bei Kilometer 30 an der Mombachstraße aussteigen besteht noch eine neunköpfige Spitzengruppe, aus der sich bei Kilometer 39 ein kenianisches Trio absetzen kann. Bei seinem ersten Marathon in Europa gewinnt der 25-jährige Hosea Kiplagat Tuei aus dem kenianischen Rift Valley nach 2:15:21 h vor Felix Kipkorir Kangogo und dem Sieger von 2008 Pharis Kimani. Bei den Frauen siegt Zerfe Worku Boku aus Äthiopien als erste Nicht-Kenianerin überhaupt in 2:38:40 h. Der beste Deutsche Elias Sansar (LG Lage/Detmold, 2:23:19 h) verbesserte sich zum Vorjahr um fünf Minuten, konnte sich jedoch platzierungsmäßig nicht verbessern (10. Platz). Beste deutsche Frau wurde Christl Viebahn (LAZ Puma Rhein-Sieg, 2:45:42 h) auf dem vierten Platz. Im Halbmarathon konnte sich Silke Optekamp (PSV Grün-Weiß Kassel, 1:17:59 h) im Vergleich zu den einen Monat zuvor stattgefundenen Deutschen Halbmarathon-Meisterschaften in Bergisch Gladbach um fast eine Minute verbessern und lief bei ihrem zweiten Start über diese Distanz in Kassel zum zweiten Sieg und erneuten Streckenrekord.

#### 2014

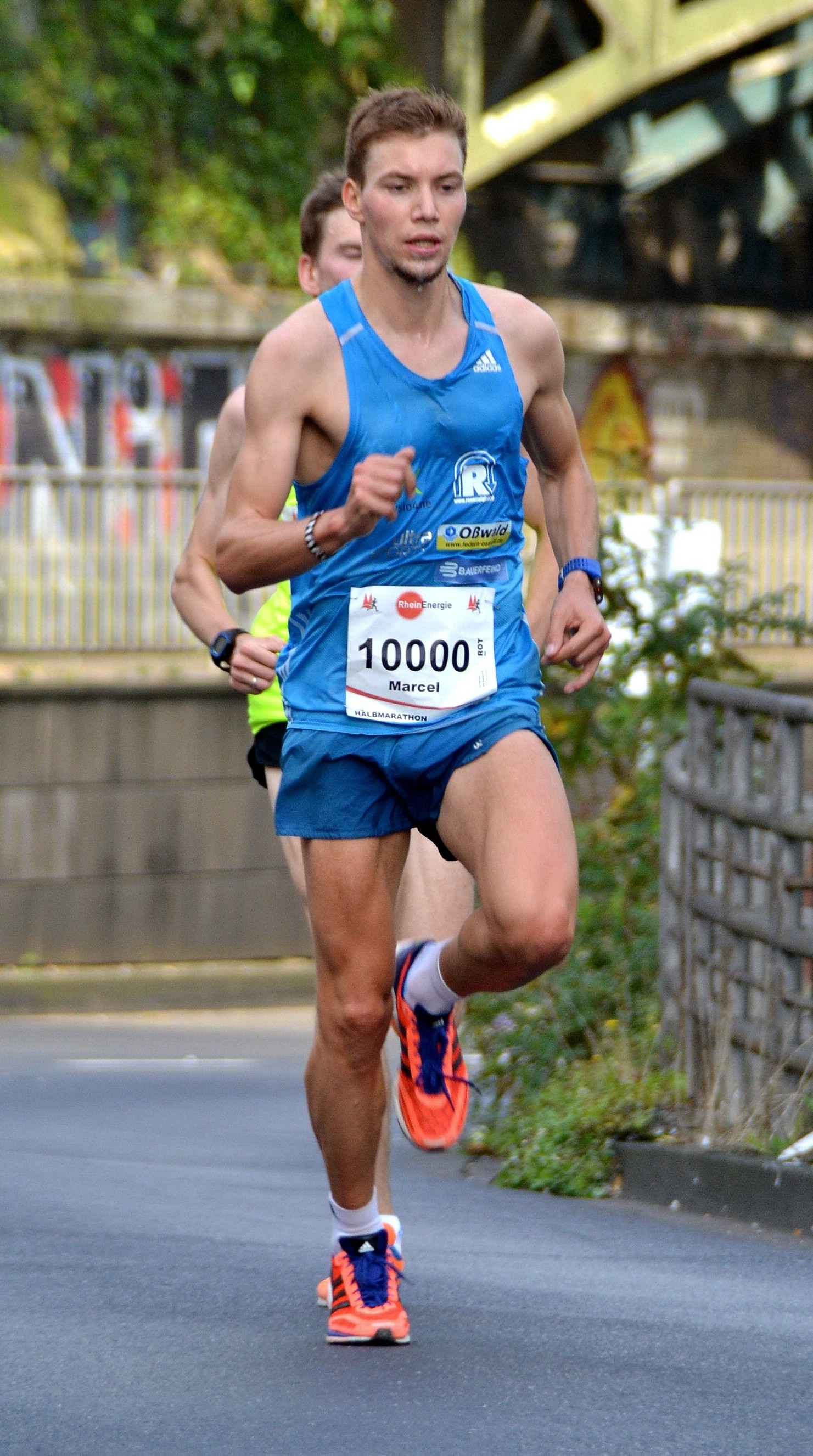
Marcel Bräutigam, 6. Platz 2014, 4. Platz 2015, 3. Platz 2019, 3. Platz 2024

Bei Kilometer 35 konnte sich der damals 31-jährige Kenianer Kiprotich Kirui unter anderem vom Vorjahressieger Hosea Kiplagat Tuei, der Vierter in 2:14:47 h werden sollte, absetzen und gewann in 2:14:09 h. Bei den Frauen lag kurz vor dem Ziel im Auestadion noch die Kenianerin Eunice Jelagat Lelei in Führung, bog dann statt ins Stadion aber versehentlich in eine Nothaltebucht für Begleitfahrzeuge ab. Bevor sie ihren Fehler bemerkte, war bereits ihre Landsfrau Caroline Kwambai vorbeigezogen und siegte in 2:43:59 h vor Lelei in 2:44:03 h. Schnellster Deutscher wurde Marcel Bräutigam (GutsMuths-Rennsteiglaufverein, 2:17:53 h) auf dem sechsten Platz knapp und einen Platz vor Christian König (GutsMuths-Rennsteiglaufverein, 2:18:17 h). Beide bekamen für jede Sekunde, die sie unter 2:35 Stunden blieben, einen Euro. Beste deutsche Frau wurde Christl Dörschel, geb. Viebahn (SG Wenden, 2:46:49 h) auf Platz vier. Wegen des stetigen Teilnehmerrückgangs der Läufer im Marathon diskutierte die lokale Zeitung Hessische/Niedersächsische Allgemeine (HNA) erstmals über eine Zukunft der Marathondistanz sowie der Ein-Runden-Strecke. Die achte Auflage des Kassel-Marathons war einer der Drehorte des deutschen Dokumentarfilms The Long Distance mit Eunice Jelagat Lelei in einer der Hauptrollen.

#### 2015

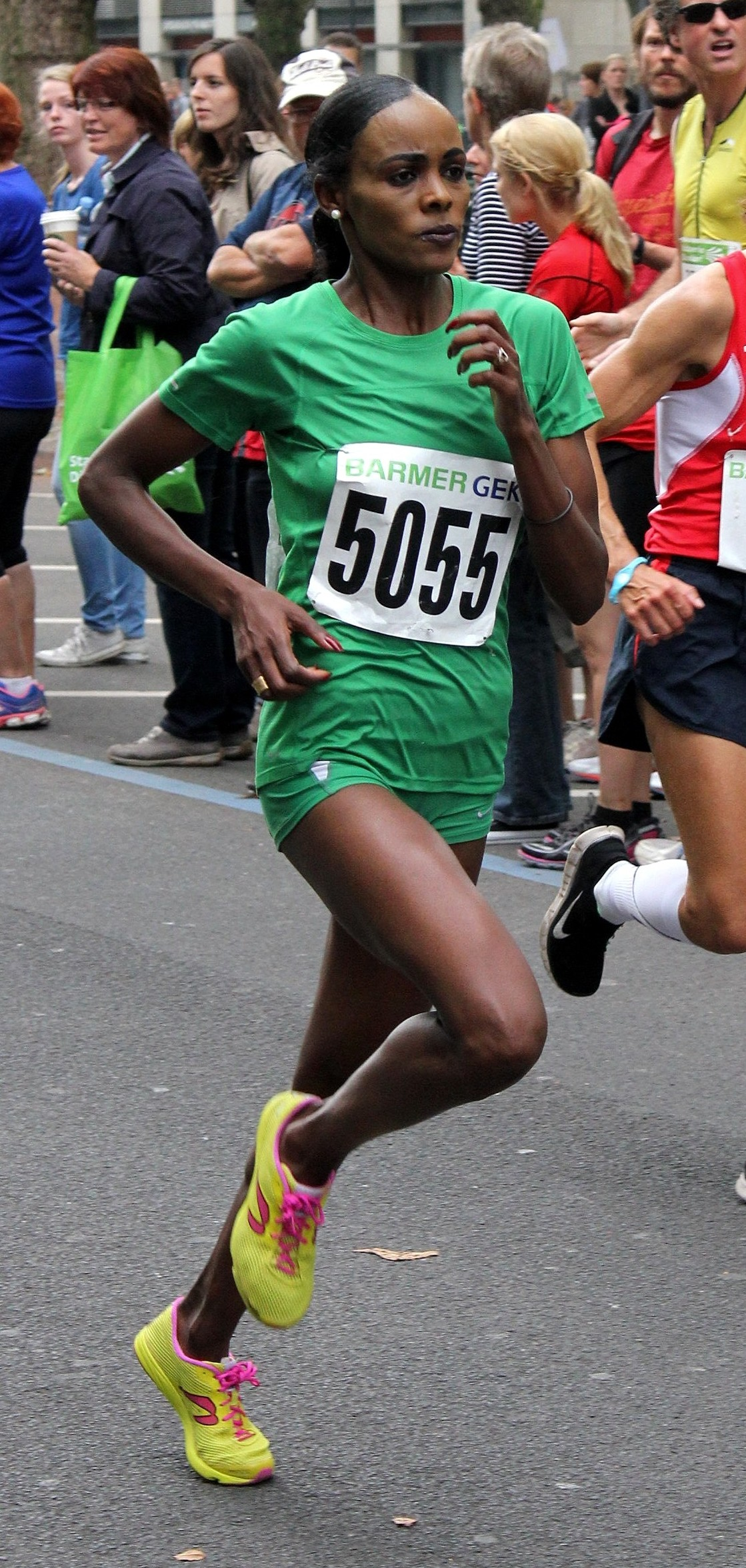
Simret Restle-Apel, Siegerin 2015

Im Stadtteil Vorderer Westen konnte sich Kiprotich Kirui nach etwa 35 Kilometern absetzen und sorgte mit seinem Sieg in 2:14:13 h für die erste Titelverteidigung bei den Männern. Der beste Deutsche Marcel Bräutigam vom GutsMuths-Rennsteiglaufverein (4. Platz, 2:17:22 h) musste zuvor noch vor der Halbmarathon-Marke von Organisator Winfried Aufenanger aus dem Begleitfahrzeug heraus beruhigt werden; sein Tempomacher lief nicht nach seinen Vorstellungen, zudem zwangen Magenkrämpfe den 27-jährigen ins Gebüsch. Ebenfalls etwa bei der 35-Kilometer-Marke überholte die in Wiesbaden lebende Deutsche Simret Restle-Apel (PSV Grün-Weiß Kassel, 2:37:49 h) die bis zu diesem Zeitpunkt Führende, mit einer persönlichen Bestzeit von 2:29:35 h (Ljubljana-Marathon 2013) als klare Favoritin angereiste Kenianerin Edinah Kwambai (2. Platz, 2:39:55 h) und gab die Führung bis ins Ziel nicht mehr ab. Beide Läuferinnen wurden während ihrer Karrieren in Dopingkontrollen positiv getestet; Simret Restle-Apel im Rahmen einer Trainingskontrolle im Mai 2012 auf Erythropoetin (EPO) (zweijährige Sperre), Edinah Kwambai im April 2016 nach ihrem Sieg beim Hannover-Marathon (aberkannt) auf das Asthmamittel Salbutamol (dreimonatige Sperre). Die HNA forderte nach dem Marathon die Rückkehr auf die zweimal zu durchlaufende Doppelrunde und erinnerte an die ihrer Meinung nach stimmungsvolleren Anfangszeiten des Kassel-Marathons.

#### 2016
Zur Jubiläumsausgabe wurde der Kassel-Marathon in den Herbst verlegt, womit sich mehr Teilnehmer insbesondere auf der Marathon-Distanz versprochen wurden. Der 28-jährige Kenianer Edwin Kosgei Yator gewann in 2:15:46 h mit knapp drei Minuten Vorsprung und sicherte sich somit die Siegprämie in Höhe von 5.000 Euro, nachdem der Äthiopier und Lokalmatador Ybekal Daniel Berye vom PSV Grün-Weiß Kassel (4. Platz, 2:23:18 h) zur Hälfte zurückgefallen war und in der Nordstadt auch das übrig gebliebene kenianische Trio mit Hosea Kiplagat Tuei (2. Platz, 2:18:41 h) und Antony Wairuri (3. Platz, 2:21:23 h) auseinandergefallen war. Bei den Frauen entschied sich erst auf der Stadionrunde das Duell zwischen der Äthiopierin Sintayehu Kibebo und der Kenianerin Gladys Kiprotich, das Kibebo in 2:42:14 h mit sechs Sekunden Vorsprung gewinnen konnte. Schnellster Deutscher wurde Adrian Panse (USV Erfurt, 2:51:36 h) auf dem zehnten Platz (sechster Platz Männer), schnellste deutsche Frau auf dem fünften Platz wurde Christl Dörschel, geborene Viebahn (SG Wenden, 2:58:40 h), die sich bei ihrer vierten Teilnahme beim Kassel-Marathon verlief und so knapp 44 Kilometer zurücklegte. Beim Mini-Marathon wurden insgesamt 39 Kinder von Wespen teils mehrfach gestochen, nachdem sie vermutlich vor der Karlswiese abgekürzt hatten und in ein Gebüsch mit Wespennest gelaufen waren. Sie wurden nach Zieleinlauf im Auestadion medizinisch versorgt.

#### 2017

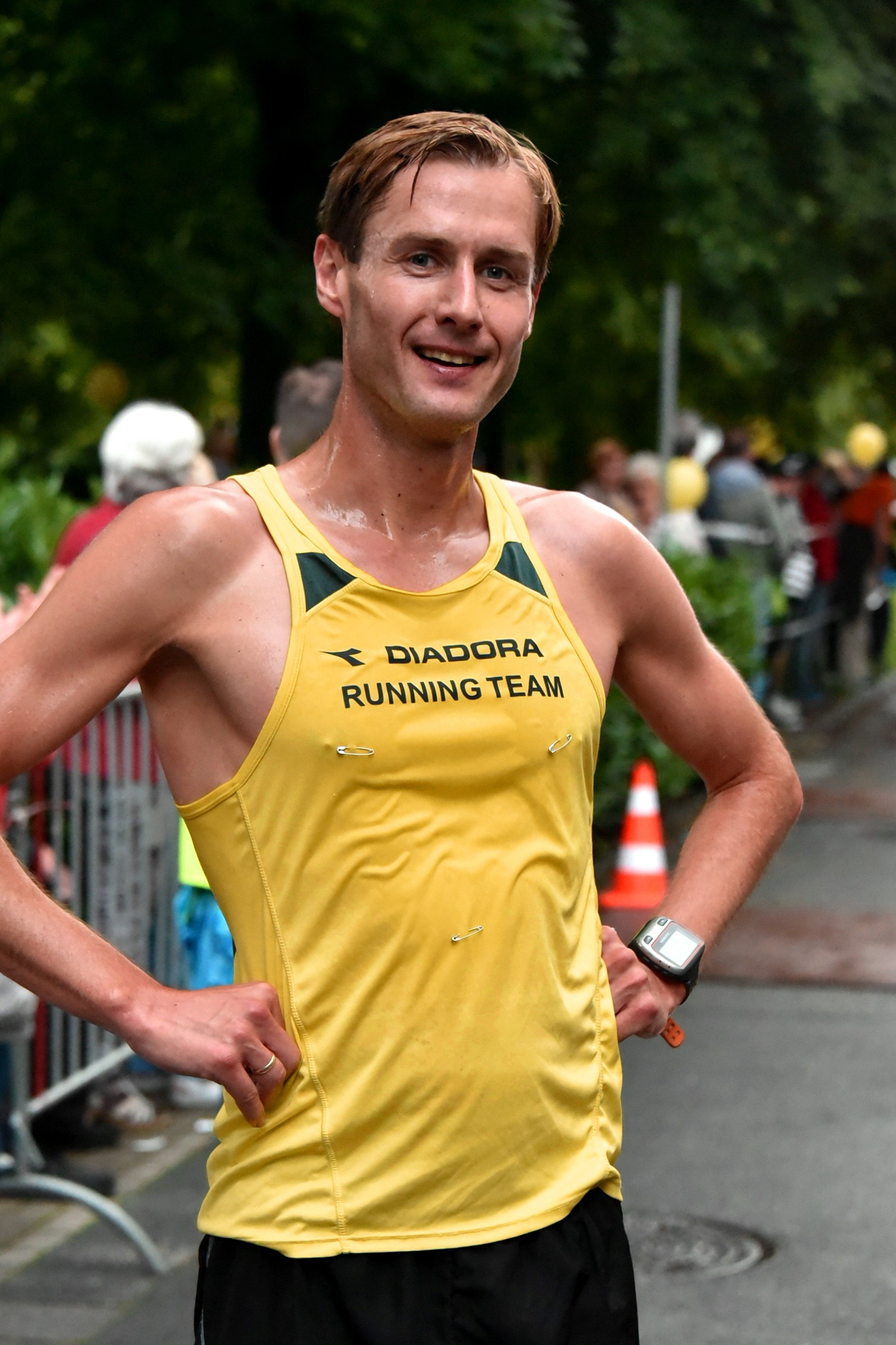
Maciek Miereczko, Sieger 2017

Die elfte Ausgabe des Kassel-Marathons geriet unerwartet bundesweit in die Schlagzeilen, nachdem eine fünfköpfige Spitzengruppe bestehend aus den Kenianern David Kipkorir Rutoh, Hosea Kiplagat Tuei (Sieger 2013), Dickson Kurui und Edwin Kosgei Yator (Sieger 2016) sowie dem Äthiopier Ybekal Daniel Berye (PSV Grün-Weiß Kassel) nach 19 Kilometern auf der Ysenburgstraße nicht wie vorgesehen nach Osten in die Josephstraße abbogen, sondern der Ysenburgstraße weiter Richtung Weserspitze folgten. Das Quintett lief dabei dem falsch fahrenden Zeitfahrzeug hinterher, während die mit einem Auto und einem Motorrad voraus fahrende Polizei korrekt abgebogen war. Weil die fünf Athleten so einen kilometerlangen Abschnitt durch Wolfsanger nicht gelaufen waren, wurden sie zwanzig Minuten später auf der Wolfhager Straße disqualifiziert und aus dem Rennen genommen. Die vier Kenianer erhielten als Entschädigung eine Prämie von 1500 Euro, was einer Endzeit zwischen 2:15 h und 2:17 h entsprochen hätte, Ybekal Daniel Berye eine im Vorfeld vereinbarte Prämie für eine Zeit von unter 2:25 h. Überraschender Sieger wurde der 35-jährige Deutsch-Pole Maciek Miereczko (VfB Erftstadt, 2:27:39 h), der sich ebenfalls verlaufen hatte, zweieinhalb Minuten in die falsche Richtung lief und so 700 Meter zusätzlich zurücklegte. Vollständig ohne Zwischenfälle verliefen dagegen das Rennen der Frauen, wo die Kenianerin Daisy Langat mit einer Zeit von 2:39:31 h gewann und Silke Altmann (LC Marathon Rotenburg, 3:23:18 h) als beste Deutsche auf den dritten Platz lief, sowie der Halbmarathon mit neuen Streckenrekorden der Äthiopier Chalachew Tiruneh (1:06:43 h) und Melat Yisak Kejeta (PSV Grün-Weiß Kassel, 1:11:38 h).

#### 2018

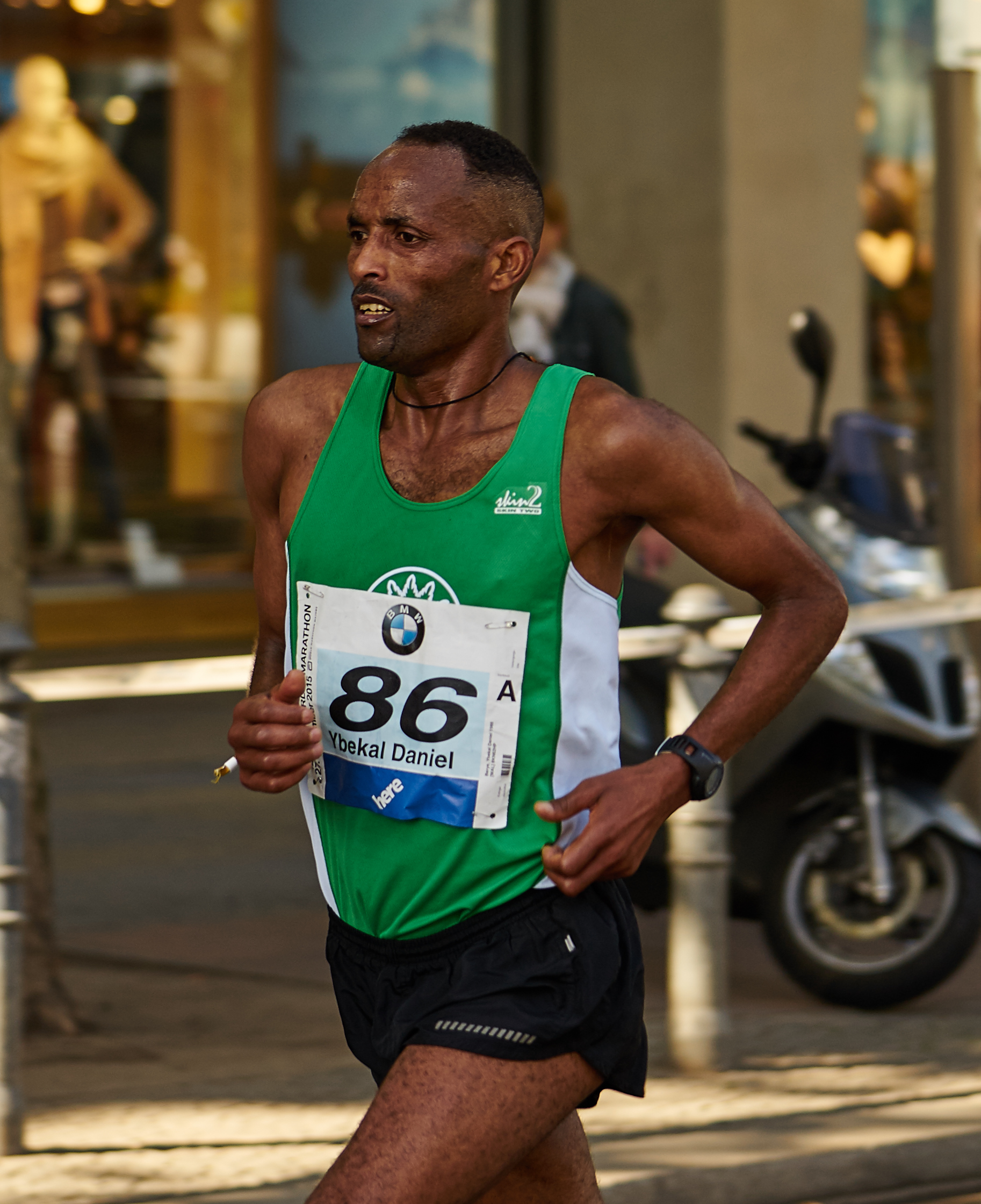
Ybekal Daniel Berye, 9. Platz 2012 und 2014, 5. Platz 2015, 4. Platz 2016, Hessenmeister Halbmarathon 2018

Als Reaktion auf den letztjährigen Marathon wurde erstmals eine grüne Linie auf den Straßen des Marathonkurses aufgebracht, jeweils im Abstand von zwei Metern ein 50 Zentimeter langes Stück Linie. Verwendet wurde eine stark verdünnte High-solid-Farbe, die mit einer eigentlich für Markierungen an Flughäfen ausgerichteten Maschine aufgetragen wurde. Nachdem bei Kilometer sieben der Kenianer Zebedee Kiprono Chewepkwony (5. Platz, 2:25:16 h) zurückgefallen war, lief ein Trio bis zum Anstieg in Rothenditmold zusammen, bevor erst Dickson Kurui (3. Platz, 2:16:36 h) aus Kenia und auf der Zentgrafenstraße wenig später auch der Äthiopier Sisay Azew Tola (2. Platz, 2:15:00 h) abreißen lassen mussten. Es gewann der Sieger von 2016 Edwin Kosgei Yator mit einer Verbesserung des Streckenrekordes um drei Sekunden auf 2:12:52 h. Bei den Frauen siegte die mit ihrem deutschen Mann in Forchheim lebende Kenianerin Brendah Kebeya (LG Bamberg, 2:36:44 h). Schnellste Deutsche wurden auf dem vierten Platz Tobias Schreindl (LG Passau, 2:24:20 h) und als Dritte die 22-jährige Jessika Ehlers (SG Athletico Büdelsdorf, 2:42:41 h). In den Halbmarathon integriert waren erstmals die Hessischen Meisterschaften über diese Distanz. Alle vier vergebenen Titel in Einzel- und Mannschaftswertung gingen an den PSV Grün-Weiß Kassel, bei den Männern sorgten Ybekal Daniel Berye (1:08:05 h), Jens Nerkamp (1:08:47 h) und Philipp Stuckhardt (1:08:47 h) für einen Dreifacherfolg, bei den Frauen Sandra Morchner (1:17:12 h) mit Deutschem Rekord in der Altersklasse W45 und Anna Starostzik (1:18:12 h) für einen Doppelerfolg des Polizeisportvereins vor Franziska Baist (SGK Bad Homburg, 1:22.19 h). Schneller als Hessenmeister Berye waren der Geher Karl Junghannß (Erfurter LAC, 1:05:29 h) bei seinem Halbmarathon-Debüt mit Streckenrekord und Christian Schreiner (LAZ Puma Rhein-Sieg, 1:06:10 h).

#### 2019

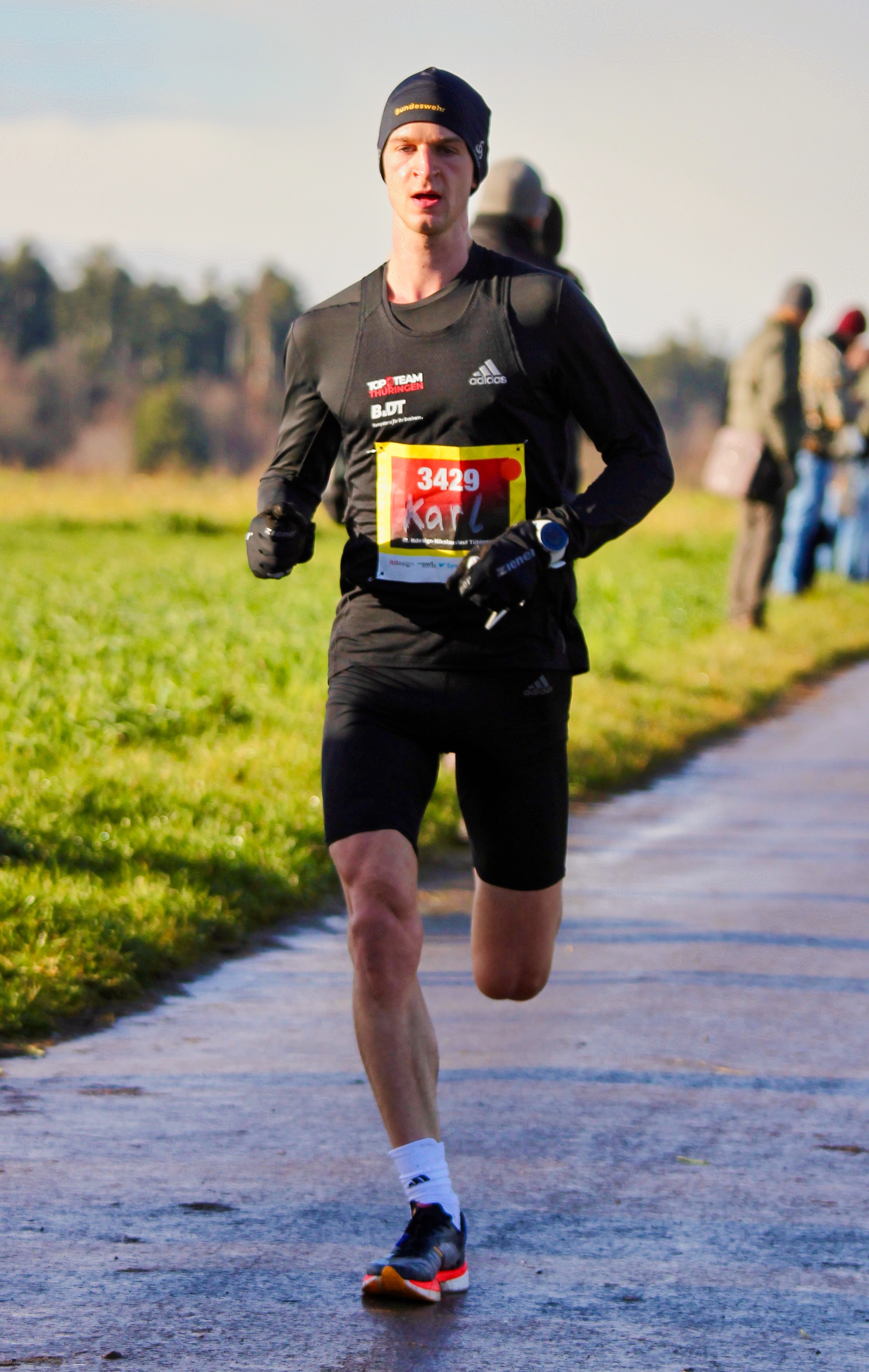
Karl Junghannß, Sieger Halbmarathon 2018

Wie im Vorjahr gewann der Kenianer Edwin Kosgei Yator (2:12:37 h) den Kassel-Marathon mit Streckenrekord und sicherte sich somit die 5000 Euro Siegprämie zusätzlich Rekordprämie. Kosgei hatte seinen letzten Verfolger Dickson Kurui aus Kenia zehn Kilometer vor dem Ziel abschütteln können, der in 2:16:46 h als Zweiter das Ziel erreichte vor dem schnellsten Deutschen Marcel Bräutigam (GutsMuths-Rennsteiglaufverein, 2:21:58 h) auf dem dritten Platz. Bei seiner dritten Teilnahme in Kassel über die Marathon-Distanz verlief sich Bräutigam trotz grüner Linie im Stadtteil Wesertor an der Straße Franzgraben und legte 600 Meter zusätzlich zurück, was jedoch keine Auswirkungen auf Platzierungen und 2000-Euro-Prämie des schnellsten Deutschen hatte, jedoch eine Zielzeit unter 2:20 h verhinderte. Ebenfalls eine Titelverteidigung gab es bei den Frauen mit der Kenianerin Brendah Kebeya (LG Bamberg, 2:38:21 h), hinter der sich die schnellste Deutsche Jessika Ehlers (SG Athletico Büdelsdorf, 2:44:29 h) aus Kiel im Vergleich zum Vorjahr, obwohl zwei Minuten langsamer um eine Platzierung auf den zweiten Platz verbessern konnte. Die später drittplatzierte Kenianerin Prisca Jemeli Kiprono (2:48:08 h) hatte bereits nach sechs Kilometern von Kebeya und Ehlers abreißen lassen müssen.

#### 2020 und 2021
Wegen der COVID-19-Pandemie wurden die Veranstaltungen nicht ausgetragen.

## Statistik

### Siegerlisten Kassel-Marathon (ab 2007)

#### Männer Marathon
| Datum         | 1. Platz                                                        | Zeit                                                            | 2. Platz                                                        | Zeit                                                            | 3. Platz                                                        | Zeit                                                            |
| ------------- | --------------------------------------------------------------- | --------------------------------------------------------------- | --------------------------------------------------------------- | --------------------------------------------------------------- | --------------------------------------------------------------- | --------------------------------------------------------------- |
| 15. Sep. 2024 | Joshua Kiprono Toroitich (KEN)                                  | 2:17:53                                                         | Dickson Kurui (KEN)                                             | 2:18:09                                                         | Marcel Bräutigam (GER)                                          | 2:20:54                                                         |
| 17. Sep. 2023 | Joel Kipsang Kositany (KEN)                                     | 2:16:35                                                         | Patrick Ereng (KEN)                                             | 2:17:09                                                         | Thorben Dietz (GER)                                             | 2:24:58                                                         |
| 2. Okt. 2022  | Patrick Ereng (KEN)                                             | 2:19:50                                                         | Lenkai Olenkanae (KEN)                                          | 2:20:36                                                         | Tom Ring (GER)                                                  | 2:31:17                                                         |
| 19. Sep. 2021 | n/a, da wegen der anhaltenden COVID-19-Pandemie erneut abgesagt | n/a, da wegen der anhaltenden COVID-19-Pandemie erneut abgesagt | n/a, da wegen der anhaltenden COVID-19-Pandemie erneut abgesagt | n/a, da wegen der anhaltenden COVID-19-Pandemie erneut abgesagt | n/a, da wegen der anhaltenden COVID-19-Pandemie erneut abgesagt | n/a, da wegen der anhaltenden COVID-19-Pandemie erneut abgesagt |
| 20. Sep. 2020 | n/a, da wegen der COVID-19-Pandemie abgesagt                    | n/a, da wegen der COVID-19-Pandemie abgesagt                    | n/a, da wegen der COVID-19-Pandemie abgesagt                    | n/a, da wegen der COVID-19-Pandemie abgesagt                    | n/a, da wegen der COVID-19-Pandemie abgesagt                    | n/a, da wegen der COVID-19-Pandemie abgesagt                    |
| 15. Sep. 2019 | Edwin Kosgei Yator (KEN) (3. Sieg)                              | 2:12:37                                                         | Dickson Kurui (KEN)                                             | 2:16:46                                                         | Marcel Bräutigam (GER)                                          | 2:21:58                                                         |
| 16. Sep. 2018 | Edwin Kosgei Yator (KEN) (2. Sieg)                              | 2:12:52                                                         | Sisay Azew Tola (ETH)                                           | 2:15:00                                                         | Dickson Kurui (KEN)                                             | 2:16:36                                                         |
| 1. Okt. 2017  | Maciek Miereczko (GER)                                          | 2:27:39                                                         | Frederik Unewisse (GER)                                         | 2:31:03                                                         | Oliver Hoffmann (GER)                                           | 2:33:37                                                         |
| 18. Sep. 2016 | Edwin Kosgei Yator (KEN)                                        | 2:15:46                                                         | Hosea Kiplagat Tuei (KEN)                                       | 2:18:41                                                         | Antony Wairuri (KEN)                                            | 2:21:23                                                         |
| 17. Mai 2015  | Kiprotich Kirui (KEN) (2. Sieg)                                 | 2:14:13                                                         | Hosea Kiplagat Tuei (KEN)                                       | 2:15:27                                                         | Wubishet Girum Zewde (ETH)                                      | 2:17:15                                                         |
| 4. Mai 2014   | Kiprotich Kirui (KEN)                                           | 2:14:10                                                         | Evans Kipkorir Taiget (KEN)                                     | 2:14:32                                                         | David Kiptui Tarus (KEN)                                        | 2:14:37                                                         |
| 12. Mai 2013  | Hosea Kiplagat Tuei (KEN)                                       | 2:15:21                                                         | Felix Kipkorir Kangogo (KEN)                                    | 2:15:41                                                         | Pharis Kimani (KEN)                                             | 2:15:51                                                         |
| 20. Mai 2012  | Joseph Lwabi Daudi (TZA)                                        | 2:14:47                                                         | Hosea Kipkemoi Kiplagat (KEN)                                   | 2:14:59                                                         | Daniel Kipkemei Tanui (KEN)                                     | 2:15:08                                                         |
| 22. Mai 2011  | Julius Muriuki (KEN)                                            | 2:13:00                                                         | Pharis Irungu Kimani (KEN)                                      | 2:13:41                                                         | Elisha Kipchirchir Rotich (KEN)                                 | 2:15:18                                                         |
| 16. Mai 2010  | Joel Chepkopol (KEN)                                            | 2:12:54                                                         | Samuel Goitom Hadgu (ERI)                                       | 2:13:05                                                         | Richard Ngolepus (KEN)                                          | 2:13:24                                                         |
| 10. Mai 2009  | Josef Biwott (KEN)                                              | 2:13:10                                                         | Patrick Muriuki (KEN)                                           | 2:13:43                                                         | Samson Loywapet (KEN)                                           | 2:17:49                                                         |
| 1. Juni 2008  | Pharis Kimani (KEN)                                             | 2:15:34                                                         | Mariko Kiplagat Kipchumba (KEN)                                 | 2:16:46                                                         | Shadrack Maru (KEN)                                             | 2:18:03                                                         |
| 10. Juni 2007 | Francis Kiprop (KEN)                                            | 2:16:48                                                         | Ernest Kipyego (KEN)                                            | 2:17:38                                                         | Vincent Kipchirchir (KEN)                                       | 2:17:50                                                         |

#### Frauen Marathon
| Datum         | 1. Platz                                                        | Zeit                                                            | 2. Platz                                                        | Zeit                                                            | 3. Platz                                                        | Zeit                                                            |
| ------------- | --------------------------------------------------------------- | --------------------------------------------------------------- | --------------------------------------------------------------- | --------------------------------------------------------------- | --------------------------------------------------------------- | --------------------------------------------------------------- |
| 15. Sep. 2024 | Caroline Jeruto Chesir (KEN)                                    | 2:38:29                                                         | Nina Voelckel (GER)                                             | 2:47:33                                                         | Inga Thelen (GER)                                               | 3:20:57                                                         |
| 17. Sep. 2023 | Mercy Jeptoo Tuitoek (KEN) (2. Sieg)                            | 2:34:27                                                         | Alena Stender (GER)                                             | 3:25:40                                                         | Juliane Hildebrandt (GER)                                       | 3:42:56                                                         |
| 2. Okt. 2022  | Mercy Jeptoo Tuitoek (KEN)                                      | 2:37:36                                                         | Chaltu Fikadu Marame (ETH)                                      | 2:39:53                                                         | Mona Grewe (GER)                                                | 3:22:37                                                         |
| 19. Sep. 2021 | n/a, da wegen der anhaltenden COVID-19-Pandemie erneut abgesagt | n/a, da wegen der anhaltenden COVID-19-Pandemie erneut abgesagt | n/a, da wegen der anhaltenden COVID-19-Pandemie erneut abgesagt | n/a, da wegen der anhaltenden COVID-19-Pandemie erneut abgesagt | n/a, da wegen der anhaltenden COVID-19-Pandemie erneut abgesagt | n/a, da wegen der anhaltenden COVID-19-Pandemie erneut abgesagt |
| 20. Sep. 2020 | n/a, da wegen der COVID-19-Pandemie abgesagt                    | n/a, da wegen der COVID-19-Pandemie abgesagt                    | n/a, da wegen der COVID-19-Pandemie abgesagt                    | n/a, da wegen der COVID-19-Pandemie abgesagt                    | n/a, da wegen der COVID-19-Pandemie abgesagt                    | n/a, da wegen der COVID-19-Pandemie abgesagt                    |
| 15. Sep. 2019 | Brendah Kebeya (KEN) (2. Sieg)                                  | 2:38:21                                                         | Jessika Ehlers (GER)                                            | 2:44:29                                                         | Prisca Jemeli Kiprono (KEN)                                     | 2:48:08                                                         |
| 16. Sep. 2018 | Brendah Kebeya (KEN)                                            | 2:36:44                                                         | Ethaga Bontu Bekele (KEN)                                       | 2:37:51                                                         | Jessika Ehlers (GER)                                            | 2:42:41                                                         |
| 1. Okt. 2017  | Daisy Langat (KEN)                                              | 2:39:31                                                         | Prisca Jemeli Kiprono (KEN)                                     | 2:47:29                                                         | Silke Altmann (GER)                                             | 3:23:18                                                         |
| 18. Sep. 2016 | Sintayehu Kibebo (ETH)                                          | 2:42:14                                                         | Gladys Kiprotich (KEN)                                          | 2:42:20                                                         | Prisca Jemeli Kiprono (KEN)                                     | 2:43:39                                                         |
| 17. Mai 2015  | Simret Restle-Apel (GER)                                        | 2:37:49                                                         | Edinah Kwambai (KEN)                                            | 2:39:55                                                         | Wudnesh Debele (ETH)                                            | 2:51:06                                                         |
| 4. Mai 2014   | Caroline Kwambai (KEN)                                          | 2:43:59                                                         | Eunice Jelagat Lelei (KEN)                                      | 2:44:03                                                         | Prisca Jemeli Kiprono (KEN)                                     | 2:44:27                                                         |
| 12. Mai 2013  | Zerfe Worku Boku (ETH)                                          | 2:38:40                                                         | Prisca Jemeli Kiprono (KEN)                                     | 2:41:19                                                         | Alice Jepkemt Kibor (KEN)                                       | 2:45:41                                                         |
| 20. Mai 2012  | Salome Jerono Biwott (KEN)                                      | 2:35:23                                                         | Caroline Kwambai (KEN)                                          | 2:36:32                                                         | Lucy Makena Karimi (KEN)                                        | 2:38:06                                                         |
| 22. Mai 2011  | Jacqueline Nytepi Kiplimo (KEN)                                 | 2:40:01                                                         | Prisca Jemeli Kiprono (KEN)                                     | 2:46:35                                                         | Truphena Jepchumba Kurui (KEN)                                  | 2:51:47                                                         |
| 16. Mai 2010  | Ecler Chelimo Loywapet (KEN) (2. Sieg)                          | 2:38:52                                                         | Masila Ndunge (KEN)                                             | 2:41:11                                                         | Prisca Jemeli Kiprono (KEN)                                     | 2:41:28                                                         |
| 10. Mai 2009  | Ecler Chelimo Loywapet (KEN)                                    | 2:37:35                                                         | Prisca Jemeli Kiprono (KEN)                                     | 2:41:00                                                         | Rike Westermann (GER)                                           | 2:57:51                                                         |
| 1. Juni 2008  | Beatrice Omwanza (KEN) (2. Sieg)                                | 2:40:24                                                         | Ilona Barvanova (UKR)                                           | 2:43:04                                                         | Peris Poywo (KEN)                                               | 3:07:37                                                         |
| 10. Juni 2007 | Beatrice Omwanza (KEN)                                          | 2:42:21                                                         | Valentina Delion (MDA)                                          | 2:50:02                                                         | Christiane Wilken (GER)                                         | 3:07:36                                                         |

#### Männer Halbmarathon
| Datum         | 1. Platz                                                        | Zeit                                                            | 2. Platz                                                        | Zeit                                                            | 3. Platz                                                        | Zeit                                                            |
| ------------- | --------------------------------------------------------------- | --------------------------------------------------------------- | --------------------------------------------------------------- | --------------------------------------------------------------- | --------------------------------------------------------------- | --------------------------------------------------------------- |
| 15. Sep. 2024 | Moges Dargie Mengesha (ETH)                                     | 1:05:10                                                         | Hailu Eticha (ETH)                                              | 1:06:20                                                         | Lorenz Rau (GER)                                                | 1:09:23                                                         |
| 17. Sep. 2023 | Philipp Stuckhardt (GER) (2. Sieg)                              | 1:11:07                                                         | Dario Ernst (GER)                                               | 1:11:45                                                         | Marius Puchta (GER)                                             | 1:12:13                                                         |
| 2. Okt. 2022  | Marius Puchta (GER)                                             | 1:11:16                                                         | Paul-Simon Reiß (GER)                                           | 1:13:41                                                         | Manuel Werner (GER)                                             | 1:14:38                                                         |
| 19. Sep. 2021 | n/a, da wegen der anhaltenden COVID-19-Pandemie erneut abgesagt | n/a, da wegen der anhaltenden COVID-19-Pandemie erneut abgesagt | n/a, da wegen der anhaltenden COVID-19-Pandemie erneut abgesagt | n/a, da wegen der anhaltenden COVID-19-Pandemie erneut abgesagt | n/a, da wegen der anhaltenden COVID-19-Pandemie erneut abgesagt | n/a, da wegen der anhaltenden COVID-19-Pandemie erneut abgesagt |
| 20. Sep. 2020 | n/a, da wegen der COVID-19-Pandemie abgesagt                    | n/a, da wegen der COVID-19-Pandemie abgesagt                    | n/a, da wegen der COVID-19-Pandemie abgesagt                    | n/a, da wegen der COVID-19-Pandemie abgesagt                    | n/a, da wegen der COVID-19-Pandemie abgesagt                    | n/a, da wegen der COVID-19-Pandemie abgesagt                    |
| 15. Sep. 2019 | Philipp Stuckhardt (GER)                                        | 1:08:20                                                         | Patric Starosta (GER)                                           | 1:13:41                                                         | Noah Löser (GER)                                                | 1:13:56                                                         |
| 16. Sep. 2018 | Karl Junghannß (GER)                                            | 1:05:29                                                         | Christian Schreiner (GER)                                       | 1:06:10                                                         | Ybekal Daniel Berye (ETH)                                       | 1:08:05                                                         |
| 1. Okt. 2017  | Chalachew Tiruneh (ETH)                                         | 1:06:43                                                         | Jens Nerkamp (GER)                                              | 1:07:50                                                         | Ilyas Iman (SOM)                                                | 1:09:23                                                         |
| 18. Sep. 2016 | Simon Jakob (GER)                                               | 1:11:42                                                         | Marvin Goericke (GER)                                           | 1:13:12                                                         | Robert Kubisch (GER)                                            | 1:13:36                                                         |
| 17. Mai 2015  | Johannes Wennmacher (GER)                                       | 1:11:48                                                         | Christian Wiese (GER)                                           | 1:12:13                                                         | Tom Ring (GER)                                                  | 1:13:29                                                         |
| 4. Mai 2014   | Markus Jahn (GER) (3. Sieg)                                     | 1:13:53                                                         | Florian Beisheim (GER)                                          | 1:14:44                                                         | Felix Kaiser (GER)                                              | 1:15:43                                                         |
| 12. Mai 2013  | Markus Jahn (GER) (2. Sieg)                                     | 1:12:53                                                         | Holger Aselmeyer (GER)                                          | 1:13:05                                                         | Michael Wagner (GER)                                            | 1:13:57                                                         |
| 20. Mai 2012  | Markus Jahn (GER)                                               | 1:11:30                                                         | Mikhail Nezaberin (RUS)                                         | 1:13:13                                                         | Holger Aselmeyer (GER)                                          | 1:13:34                                                         |
| 22. Mai 2011  | Thomas Thyssen (GER) (2. Sieg)                                  | 1:11:52                                                         | Jürgen Austin-Kerl (GER)                                        | 1:12:45                                                         | Ben Beattie (GBR)                                               | 1:16:00                                                         |
| 16. Mai 2010  | Michael Wagner (GER)                                            | 1:14:25                                                         | Felix Kaiser (GER)                                              | 1:15:28                                                         | Paul Skalski (GER)                                              | 1:15:38                                                         |
| 10. Mai 2009  | Thomas Thyssen (GER)                                            | 1:11:53                                                         | Holger Aselmeyer (GER)                                          | 1:11:55                                                         | Felix Kaiser (GER)                                              | 1:14:21                                                         |
| 1. Juni 2008  | Ulrich Benz (GER)                                               | 1:13:14                                                         | Andreas Opfer (GER)                                             | 1:14:27                                                         | Matthias Jahnke (GER)                                           | 1:15:36                                                         |
| 10. Juni 2007 | Johannes Jungton (GER)                                          | 1:14:45                                                         | Reiner Gutschank (GER)                                          | 1:15:29                                                         | Ulrich Wolf (GER)                                               | 1:19:09                                                         |

#### Frauen Halbmarathon
| Datum         | 1. Platz                                                        | Zeit                                                            | 2. Platz                                                        | Zeit                                                            | 3. Platz                                                        | Zeit                                                            |
| ------------- | --------------------------------------------------------------- | --------------------------------------------------------------- | --------------------------------------------------------------- | --------------------------------------------------------------- | --------------------------------------------------------------- | --------------------------------------------------------------- |
| 15. Sep. 2024 | Emebet Yihune (ETH)                                             | 1:21:07                                                         | Elisa Bade (GER)                                                | 1:23:42                                                         | Anna Starostzik (GER)                                           | 1:27:32                                                         |
| 17. Sep. 2023 | Nina Voelckel (GER) (2. Sieg)                                   | 1:16:11                                                         | Anna Starostzik (GER)                                           | 1:19:25                                                         | Sabina Stübner (GER)                                            | 1:30:24                                                         |
| 2. Okt. 2022  | Nina Engelhard (GER)                                            | 1:19:19                                                         | Sandra Morchner (GER)                                           | 1:21:56                                                         | Sabina Stübner (GER)                                            | 1:27:35                                                         |
| 19. Sep. 2021 | n/a, da wegen der anhaltenden COVID-19-Pandemie erneut abgesagt | n/a, da wegen der anhaltenden COVID-19-Pandemie erneut abgesagt | n/a, da wegen der anhaltenden COVID-19-Pandemie erneut abgesagt | n/a, da wegen der anhaltenden COVID-19-Pandemie erneut abgesagt | n/a, da wegen der anhaltenden COVID-19-Pandemie erneut abgesagt | n/a, da wegen der anhaltenden COVID-19-Pandemie erneut abgesagt |
| 20. Sep. 2020 | n/a, da wegen der COVID-19-Pandemie abgesagt                    | n/a, da wegen der COVID-19-Pandemie abgesagt                    | n/a, da wegen der COVID-19-Pandemie abgesagt                    | n/a, da wegen der COVID-19-Pandemie abgesagt                    | n/a, da wegen der COVID-19-Pandemie abgesagt                    | n/a, da wegen der COVID-19-Pandemie abgesagt                    |
| 15. Sep. 2019 | Nina Voelckel (GER)                                             | 1:20:46                                                         | Nora Battermann (GER)                                           | 1:26:28                                                         | Sabine Stübner (GER)                                            | 1:28:49                                                         |
| 16. Sep. 2018 | Sandra Morchner (GER)                                           | 1:17:12                                                         | Susanne Schreindl (GER)                                         | 1:17:31                                                         | Anna Starostzik (GER)                                           | 1:18:12                                                         |
| 1. Okt. 2017  | Melat Yisak Kejeta (ETH)                                        | 1:11:38                                                         | Anna Starostzik (GER)                                           | 1:18:40                                                         | Sandra Morchner (GER)                                           | 1:19:44                                                         |
| 18. Sep. 2016 | Jasmin Beer (GER)                                               | 1:23:16                                                         | Ramona Wied (GER)                                               | 1:23:39                                                         | Maja Korndörter (GER)                                           | 1:28:39                                                         |
| 17. Mai 2015  | Ramona Wied (GER)                                               | 1:22:44                                                         | Britta Thyssen (GER)                                            | 1:25:44                                                         | Lena Nitzge (GER)                                               | 1:27:08                                                         |
| 4. Mai 2014   | Rebecca Gessat (GER)                                            | 1:23:29                                                         | Ramona Wied (GER)                                               | 1:26:45                                                         | Daniela Paul (GER)                                              | 1:27:30                                                         |
| 12. Mai 2013  | Silke Optekamp (GER) (2. Sieg)                                  | 1:17:59                                                         | Sandra Barborseck (GER)                                         | 1:26:39                                                         | Petra Freudenberger-Lötz (GER)                                  | 1:30:35                                                         |
| 20. Mai 2012  | Katrin Kreil (GER) (2. Sieg)                                    | 1:24:20                                                         | Irina Resch (GER)                                               | 1:31:29                                                         | Swetlana Isaak (GER)                                            | 1:34:54                                                         |
| 22. Mai 2011  | Silke Optekamp (GER)                                            | 1:19:33                                                         | Katrin Kreil (GER)                                              | 1:22:02                                                         | Katrin Arndt (GER)                                              | 1:23:02                                                         |
| 16. Mai 2010  | Katrin Kreil (GER)                                              | 1:22:54                                                         | Silvia Niemle (GER)                                             | 1:28:27                                                         | Kathrin Scheuer (GER)                                           | 1:28:43                                                         |
| 10. Mai 2009  | Hannah Menne (GER) (2. Sieg)                                    | 1:25:22                                                         | Katrin Arndt (GER)                                              | 1:30:14                                                         | Birgit Solhdju (GER)                                            | 1:32:41                                                         |
| 1. Juni 2008  | Hannah Menne (GER)                                              | 1:28:24                                                         | Katja Funck (GER)                                               | 1:29:43                                                         | Sandra Barborseck (GER)                                         | 1:31:58                                                         |
| 10. Juni 2007 | Katja Funck (GER)                                               | 1:28:56                                                         | Monika Wöhleke (GER)                                            | 1:32:59                                                         | Astrid Bardenheuer (GER)                                        | 1:33:41                                                         |

#### Jungen Mini-Marathon
| Datum         | 1. Platz                                                        | Zeit                                                            | 2. Platz                                                        | Zeit                                                            | 3. Platz                                                        | Zeit                                                            |
| ------------- | --------------------------------------------------------------- | --------------------------------------------------------------- | --------------------------------------------------------------- | --------------------------------------------------------------- | --------------------------------------------------------------- | --------------------------------------------------------------- |
| 14. Sep. 2024 | Laurens Albers (GER)                                            | 14:05                                                           | Mats Langenkamp (GER)                                           | 14:13                                                           | Jan Langenkamp (GER)                                            | 14:19                                                           |
| 16. Sep. 2023 | Jakob Dieterich (GER) (2. Sieg)                                 | 13:10                                                           | Aaron Hermenau (GER)                                            | 14:18                                                           | Mats Langenkamp (GER)                                           | 14:50                                                           |
| 1. Okt. 2022  | Jakob Dieterich (GER)                                           | 13:54                                                           | Maximilian Opfer (GER)                                          | 14:47                                                           | Moritz Kleesiek (GER)                                           | 14:56                                                           |
| 19. Sep. 2021 | n/a, da wegen der anhaltenden COVID-19-Pandemie erneut abgesagt | n/a, da wegen der anhaltenden COVID-19-Pandemie erneut abgesagt | n/a, da wegen der anhaltenden COVID-19-Pandemie erneut abgesagt | n/a, da wegen der anhaltenden COVID-19-Pandemie erneut abgesagt | n/a, da wegen der anhaltenden COVID-19-Pandemie erneut abgesagt | n/a, da wegen der anhaltenden COVID-19-Pandemie erneut abgesagt |
| 20. Sep. 2020 | n/a, da wegen der COVID-19-Pandemie abgesagt                    | n/a, da wegen der COVID-19-Pandemie abgesagt                    | n/a, da wegen der COVID-19-Pandemie abgesagt                    | n/a, da wegen der COVID-19-Pandemie abgesagt                    | n/a, da wegen der COVID-19-Pandemie abgesagt                    | n/a, da wegen der COVID-19-Pandemie abgesagt                    |
| 14. Sep. 2019 | Bastian Mrochen (GER)                                           | 13:56                                                           | Noah Heinemann (GER)                                            | 14:40                                                           | Nick Frölich (GER)                                              | 14:42                                                           |
| 15. Sep. 2018 | Simon Schneider (GER)                                           | 14:25                                                           | René Persch (GER)                                               | 14:44                                                           | Noah Heinemann (GER)                                            | 14:53                                                           |
| 30. Sep. 2017 | Anbessajer Hagos Bisrat (ERI) (2. Sieg)                         | 13:40                                                           | Dario Ernst (GER)                                               | 13:48                                                           | Bastian Mrochen (GER)                                           | 14:13                                                           |
| 17. Sep. 2016 | Anbessajer Hagos Bisrat (ERI)                                   | 13:50                                                           | Yannik Gerland (GER)                                            | 13:59                                                           | René Persch (GER)                                               | 14:06                                                           |
| 16. Mai 2015  | Marius Abele (GER)                                              | 14:41                                                           | Jonas Rapp (GER)                                                | 14:51                                                           | Lorenz Funck (GER)                                              | 14:54                                                           |
| 3. Mai 2014   | Lukas Abele (GER)                                               | 14:40                                                           | Vitali Ivanov (GER)                                             | 15:14                                                           | Sasha Müller (GER)                                              | 15:18                                                           |
| 11. Mai 2013  | Caspar Apel (GER)                                               | 14:53                                                           | Max Fuchs (GER)                                                 | 14:55                                                           | Nils Wolkonski (GER)                                            | 14:56                                                           |
| 19. Mai 2012  | Hendrik Franke (GER) (2. Sieg)                                  | 14:48                                                           | Jonas Joachimmeyer (GER)                                        | 15:06                                                           | Yannik Gerland (GER)                                            | 15:08                                                           |
| 21. Mai 2011  | Tobias Kisling (GER)                                            | 13:39                                                           | Hendrik Franke (GER)                                            | 13:42                                                           | Jonas Joachimmeyer (GER)                                        | 13:56                                                           |
| 15. Mai 2010  | Hendrik Franke (GER)                                            | 13:38                                                           | Marcel Saur (GER)                                               | 13:54                                                           | Jonathan Keuchel (GER)                                          | 14:52                                                           |
| 9. Mai 2009   | Matthias Berg (GER)                                             | 14:06                                                           | Hendrik Franke (GER)                                            | 14:22                                                           | Haben Selemun (GER)                                             | 15:04                                                           |
| 31. Mai 2008  | Robel Mesgena (ERI) (2. Sieg)                                   | 15:00                                                           | Hendrik Franke (GER)                                            | 15:56                                                           | Lukas Menke (GER)                                               | 16:08                                                           |
| 9. Juni 2007  | Robel Mesgena (ERI)                                             | 13:37                                                           | Per Heyser (GER)                                                | 14:02                                                           | Manuel Langlotz (GER)                                           | 14:04                                                           |

#### Mädchen Mini-Marathon
| Datum         | 1. Platz                                                        | Zeit                                                            | 2. Platz                                                        | Zeit                                                            | 3. Platz                                                        | Zeit                                                            |
| ------------- | --------------------------------------------------------------- | --------------------------------------------------------------- | --------------------------------------------------------------- | --------------------------------------------------------------- | --------------------------------------------------------------- | --------------------------------------------------------------- |
| 14. Sep. 2024 | Pauline Kleesiek (GER) (3. Sieg)                                | 16:07                                                           | Verena Schomberg (GER)                                          | 16:42                                                           | Marielies Quehl (GER)                                           | 16:48                                                           |
| 16. Sep. 2023 | Pauline Kleesiek (GER) (2. Sieg)                                | 16:19                                                           | Marielies Quehl (GER)                                           | 18:16                                                           | Antonia Winning (GER)                                           | 18:33                                                           |
| 1. Okt. 2022  | Pauline Kleesiek (GER)                                          | 16:58                                                           | Louisa Martin (GER)                                             | 17:15                                                           | Sophia Fröhlich (GER)                                           | 17:55                                                           |
| 19. Sep. 2021 | n/a, da wegen der anhaltenden COVID-19-Pandemie erneut abgesagt | n/a, da wegen der anhaltenden COVID-19-Pandemie erneut abgesagt | n/a, da wegen der anhaltenden COVID-19-Pandemie erneut abgesagt | n/a, da wegen der anhaltenden COVID-19-Pandemie erneut abgesagt | n/a, da wegen der anhaltenden COVID-19-Pandemie erneut abgesagt | n/a, da wegen der anhaltenden COVID-19-Pandemie erneut abgesagt |
| 20. Sep. 2020 | n/a, da wegen der COVID-19-Pandemie abgesagt                    | n/a, da wegen der COVID-19-Pandemie abgesagt                    | n/a, da wegen der COVID-19-Pandemie abgesagt                    | n/a, da wegen der COVID-19-Pandemie abgesagt                    | n/a, da wegen der COVID-19-Pandemie abgesagt                    | n/a, da wegen der COVID-19-Pandemie abgesagt                    |
| 14. Sep. 2019 | Anne Schwarz (GER)                                              | 15:53                                                           | Jolina Vaupel (GER)                                             | 17:02                                                           | Pauline Kleesiek (GER)                                          | 17:03                                                           |
| 15. Sep. 2018 | Jolina Vaupel (GER)                                             | 17:04                                                           | Pauline Kleesiek (GER)                                          | 17:16                                                           | Mia Becker (GER)                                                | 17:41                                                           |
| 30. Sep. 2017 | Eva Dieterich (GER) (3. Sieg)                                   | 15:20                                                           | Jolina Vaupel (GER)                                             | 16:37                                                           | Pauline Kleesiek (GER)                                          | 16:57                                                           |
| 17. Sep. 2016 | Eva Dieterich (GER) (2. Sieg)                                   | 15:07                                                           | Nina Voelckel (GER)                                             | 16:50                                                           | Mia Becker (GER)                                                | 17:14                                                           |
| 16. Mai 2015  | Eva Dieterich (GER)                                             | 16:08                                                           | Gina-Marielle Schürg (GER)                                      | 16:27                                                           | Nina Engelhard (GER)                                            | 16:29                                                           |
| 3. Mai 2014   | Ronja Böhrer (GER) (3. Sieg)                                    | 15:59                                                           | Eva Dieterich (GER)                                             | 16:02                                                           | Lena Ritzel (GER)                                               | 17:44                                                           |
| 11. Mai 2013  | Lena Ritzel (GER)                                               | 16:26                                                           | Eva Dieterich (GER)                                             | 16:35                                                           | Laura Böe (GER)                                                 | 17:31                                                           |
| 19. Mai 2012  | Ronja Böhrer (GER) (2. Sieg)                                    | 16:11                                                           | Lena Ritzel (GER)                                               | 16:34                                                           | Eva Dieterich (GER)                                             | 17:00                                                           |
| 21. Mai 2011  | Ronja Böhrer (GER)                                              | 15:50                                                           | Eva Dieterich (GER)                                             | 16:30                                                           | Elisa Bade (GER)                                                | 16:41                                                           |
| 15. Mai 2010  | Laura Hottenrott-Freitag (GER) (4. Sieg)                        | 15:58                                                           | Vanessa Würtz (GER)                                             | 16:22                                                           | Eva Dieterich (GER)                                             | 16:29                                                           |
| 9. Mai 2009   | Laura Hottenrott-Freitag (GER) (3. Sieg)                        | 16:00                                                           | Ronja Böhrer (GER)                                              | 16:14                                                           | Vanessa Würtz (GER)                                             | 16:42                                                           |
| 31. Mai 2008  | Laura Hottenrott-Freitag (GER) (2. Sieg)                        | 18:00                                                           | Vanessa Würtz (GER)                                             | 18:09                                                           | Lisa Lißmann (GER)                                              | 18:31                                                           |
| 9. Juni 2007  | Laura Hottenrott-Freitag (GER)                                  | 16:19                                                           | Julia Ertner (GER)                                              | 16:56                                                           | Sabrina Macik (GER)                                             | 17:13                                                           |

#### Männer Inline-Halbmarathon
| Datum         | 1. Platz                      | Zeit  | 2. Platz                | Zeit  | 3. Platz                    | Zeit  |
| ------------- | ----------------------------- | ----- | ----------------------- | ----- | --------------------------- | ----- |
| 4. Mai 2014   | Wojciech Baran (POL)          | 36:44 | Bartosz Chojnacki (POL) | 37:53 | Nikolai Iugai (RUS)         | 37:54 |
| 12. Mai 2013  | Bartosz Chojnacki (POL)       | 40:47 | Pascal Ramali (GER)     | 40:47 | Toni Deubner (GER)          | 41:41 |
| 20. Mai 2012  | Stefan Rumpus (GER)           | 39:17 | Philipp Forstner (GER)  | 39:17 | Michael Seibel (GER)        | 39:43 |
| 22. Mai 2011  | Pascal Ramali (GER)           | 34:52 | Stefan Rumpus (GER)     | 34:53 | Toni Deubner (GER)          | 36:26 |
| 16. Mai 2010  | Patrick Närger (GER)          | 40:38 | Stefan Hoffmann (GER)   | 40:57 | Christopher Schneider (GER) | 41:36 |
| 10. Mai 2009  | Christian Diaz Granados (COL) | 35:36 | Scott Arlidge (NZL)     | 35:36 | Alexander Bastidas (VEN)    | 35:36 |
| 1. Juni 2008  | Bart Swings (BEL)             | 34:28 | Wannes van Praet (BEL)  | 34:28 | Ferre Spruyt (BEL)          | 34:28 |
| 10. Juni 2007 | Elio Cuncu (ITA)              | 33:39 | Giacomo Cuncu (ITA)     | 33:39 | Nico Wieduwilt (GER)        | 33:39 |

#### Frauen Inline-Halbmarathon
| Datum         | 1. Platz                      | Zeit  | 2. Platz                    | Zeit  | 3. Platz                        | Zeit  |
| ------------- | ----------------------------- | ----- | --------------------------- | ----- | ------------------------------- | ----- |
| 4. Mai 2014   | Yvonne Wankerl (GER)          | 44:36 | Julia Barakova (RUS)        | 44:45 | Sonja Hoffmann (GER)            | 45:33 |
| 12. Mai 2013  | Sonja Kupczyk (GER)           | 46:50 | Sonja Stefanie Krüger (GER) | 49:41 | Lydia Kaufmann (GER)            | 53:47 |
| 20. Mai 2012  | Katja Ulbrich (GER) (2. Sieg) | 43:38 | Tina Strüver (GER)          | 43:38 | Sabine Berg (GER)               | 43:38 |
| 22. Mai 2011  | Katja Ulbrich (GER)           | 41:47 | Sabrina Rossow (GER)        | 41:48 | Claudia-Maria Henneken (GER)    | 41:48 |
| 16. Mai 2010  | Arimboh Achu (USA)            | 49:48 | Carolin Hildebrand (GER)    | 50:19 | Marie-Christin Siedenhans (GER) | 50:41 |
| 10. Mai 2009  | Cecilia Baena (COL)           | 42:33 | Katja Ulbrich (GER)         | 42:33 | Sabrina Rossow (GER)            | 42:33 |
| 1. Juni 2008  | Tina Strüver (GER)            | 40:50 | Christina Hejl (GER)        | 42:20 | Sissy Schmidt (GER)             | 42:28 |
| 10. Juni 2007 | Jana Gegner (GER)             | 38:57 | Sandra Wieduweit (GER)      | 38:57 | Katja Ulbrich (GER)             | 38:59 |

#### Entwicklung der Finisherzahlen
| Jahr | Marathon                                                        | davon Frauen                                                    | Halbmarathon                                                    | davon Frauen                                                    | Mini-Marathon                                                   | Firmenlauf                                                      | davon Frauen                                                    | Inline                                                          | davon Frauen                                                    | Handbike                                                        | davon Frauen                                                    |
| ---- | --------------------------------------------------------------- | --------------------------------------------------------------- | --------------------------------------------------------------- | --------------------------------------------------------------- | --------------------------------------------------------------- | --------------------------------------------------------------- | --------------------------------------------------------------- | --------------------------------------------------------------- | --------------------------------------------------------------- | --------------------------------------------------------------- | --------------------------------------------------------------- |
| 2024 | 266                                                             | 41                                                              | 2015                                                            | 695                                                             | 2841                                                            | 1437                                                            | 602                                                             | -                                                               | -                                                               | -                                                               | -                                                               |
| 2023 | 207                                                             | 29                                                              | 1539                                                            | 551                                                             | 2647                                                            | 679                                                             | 359                                                             | -                                                               | -                                                               | -                                                               | -                                                               |
| 2022 | 197                                                             | 39                                                              | 1120                                                            | 396                                                             | 2243                                                            | -                                                               | -                                                               | -                                                               | -                                                               | -                                                               | -                                                               |
| 2021 | n/a, da wegen der anhaltenden COVID-19-Pandemie erneut abgesagt | n/a, da wegen der anhaltenden COVID-19-Pandemie erneut abgesagt | n/a, da wegen der anhaltenden COVID-19-Pandemie erneut abgesagt | n/a, da wegen der anhaltenden COVID-19-Pandemie erneut abgesagt | n/a, da wegen der anhaltenden COVID-19-Pandemie erneut abgesagt | n/a, da wegen der anhaltenden COVID-19-Pandemie erneut abgesagt | n/a, da wegen der anhaltenden COVID-19-Pandemie erneut abgesagt | n/a, da wegen der anhaltenden COVID-19-Pandemie erneut abgesagt | n/a, da wegen der anhaltenden COVID-19-Pandemie erneut abgesagt | n/a, da wegen der anhaltenden COVID-19-Pandemie erneut abgesagt | n/a, da wegen der anhaltenden COVID-19-Pandemie erneut abgesagt |
| 2020 | n/a, da wegen der COVID-19-Pandemie abgesagt                    | n/a, da wegen der COVID-19-Pandemie abgesagt                    | n/a, da wegen der COVID-19-Pandemie abgesagt                    | n/a, da wegen der COVID-19-Pandemie abgesagt                    | n/a, da wegen der COVID-19-Pandemie abgesagt                    | n/a, da wegen der COVID-19-Pandemie abgesagt                    | n/a, da wegen der COVID-19-Pandemie abgesagt                    | n/a, da wegen der COVID-19-Pandemie abgesagt                    | n/a, da wegen der COVID-19-Pandemie abgesagt                    | n/a, da wegen der COVID-19-Pandemie abgesagt                    | n/a, da wegen der COVID-19-Pandemie abgesagt                    |
| 2019 | 340                                                             | 73                                                              | 1967                                                            | 646                                                             | 3254                                                            | -                                                               | -                                                               | -                                                               | -                                                               | 9                                                               | -                                                               |
| 2018 | 367                                                             | 56                                                              | 2126                                                            | 734                                                             | 3022                                                            | -                                                               | -                                                               | -                                                               | -                                                               | 9                                                               | 2                                                               |
| 2017 | 345                                                             | 44                                                              | 1953                                                            | 661                                                             | 2942                                                            | -                                                               | -                                                               | -                                                               | -                                                               | 10                                                              | 1                                                               |
| 2016 | 419                                                             | 69                                                              | 2377                                                            | 759                                                             | 2866                                                            | -                                                               | -                                                               | -                                                               | -                                                               | 17                                                              | 3                                                               |
| 2015 | 443                                                             | 61                                                              | 2567                                                            | 782                                                             | 4208                                                            | -                                                               | -                                                               | -                                                               | -                                                               | 15                                                              | 1                                                               |
| 2014 | 393                                                             | 41                                                              | 2678                                                            | 817                                                             | 4159                                                            | -                                                               | -                                                               | 136                                                             | 41                                                              | 14                                                              | 4                                                               |
| 2013 | 461                                                             | 76                                                              | 2597                                                            | 734                                                             | 3380                                                            | -                                                               | -                                                               | 125                                                             | 39                                                              | 19                                                              | 1                                                               |
| 2012 | 493                                                             | 60                                                              | 2732                                                            | 766                                                             | 3174                                                            | -                                                               | -                                                               | 286                                                             | 97                                                              | 10                                                              | 2                                                               |
| 2011 | 543                                                             | 65                                                              | 2636                                                            | 748                                                             | 2683                                                            | -                                                               | -                                                               | 300                                                             | 93                                                              | 4                                                               | 1                                                               |
| 2010 | 709                                                             | 85                                                              | 2672                                                            | 756                                                             | 1978                                                            | -                                                               | -                                                               | 162                                                             | 65                                                              | -                                                               | -                                                               |
| 2009 | 573                                                             | 73                                                              | 2810                                                            | 786                                                             | 1571                                                            | -                                                               | -                                                               | ?                                                               | ?                                                               | -                                                               | -                                                               |
| 2008 | 638                                                             | 82                                                              | 2715                                                            | 793                                                             | 576                                                             | -                                                               | -                                                               | ?                                                               | ?                                                               | -                                                               | -                                                               |
| 2007 | 1155                                                            | 164                                                             | 2301                                                            | 706                                                             | 359                                                             | -                                                               | -                                                               | ?                                                               | ?                                                               | -                                                               | -                                                               |

### Siegerlisten Kassel-Marathon (1980–1997)

#### Männer Marathon
| Datum         | 1. Platz                                      | Zeit    | 2. Platz                               | Zeit    |
| ------------- | --------------------------------------------- | ------- | -------------------------------------- | ------- |
| 6. Apr. 1997  | Michael Fehr (TSV Heiligenrode)               | 2:43:12 | Alfred Schött (LG Vogelsberg)          | 2:43:52 |
| 31. März 1996 | Uwe Michel (ESC Erfurt)                       | 2:44:38 | Alfred Schött (LG Vogelsberg)          | 2:45:34 |
| 2. Apr. 1995  | Ralf Meder (WSV Beverungen) (2. Sieg)         | 2:31:43 | Sebastiano Ilardi (TV Haibach)         | 2:36:43 |
| 27. März 1994 | Norbert Schmidt (LG Kassel/Baunatal)          | 2:31:18 | Michael Ersfeld (TV 06 Goessfelden)    | 2:34:09 |
| 4. Apr. 1993  | Horst Gruber (SF Blau-Gelb Marburg) (2. Sieg) | 2:33:43 | Eugen Leipner (Sportteam Marburg)      | 2:40:30 |
| 5. Apr. 1992  | Horst Gruber (SF Blau-Gelb Marburg)           | 2:34:38 | Jörg Matthe (LC Marienbrunn)           | 2:36:07 |
| 7. Apr. 1991  | Matthias Körner (USC Leipzig) (2. Sieg)       | 2:23:48 | Horst Gruber (SF Blau-Gelb Marburg)    |         |
| 1. Apr. 1990  | Matthias Körner (USC Leipzig)                 | 2:29:27 | Friedhelm Kastleiner (Köln)            | 2:36:49 |
| 9. Apr. 1989  | Helmut Reitz (ASV Idar-Oberstein)             | 2:35:53 | Peter Strelau (Haan)                   | 2:38:34 |
| 10. Apr. 1988 | Ralf Meder (WSV Beverungen)                   | 2:33:55 | ? Loewer (Fischbach)                   | 2:43:16 |
| 5. Apr. 1987  | Rolf Borkenhagen (TSV Solingen-Aufderhöhe)    | 2:33:01 | Hans Wagner (LG Bamberg)               | 2:41:28 |
| 6. Apr. 1986  | Harald Sutter (KSV Hessen Kassel)             | 2:32:41 | Adrian Kasties (VfL Wolfsburg)         | 2:33:55 |
| 31. März 1985 | Andreas Neu (TuS Amelunxen)                   | 2:31:38 | Werner Wenzel (Spiridon Club Oberlahn) | 2:32:13 |
| 25. März 1984 | Werner Samans (TuS 08 Lintorf)                | 2:33:07 | Gerhard Köhn (LAZ Main-Kinzig)         | 2:33:51 |
| 20. März 1983 | Karl-Heinz Möller (Hamburger SV)              | 2:30:10 |                                        |         |
| 14. März 1982 | Rolf-Peter Höhle (KSV Hessen Kassel)          | 2:32:54 | Hans-Georg Kappe (LAV co op Dortmund)  | 2:33:42 |
| 22. März 1981 | Peter Podjaski (LTG Fuldabrück)               | 2:36:52 |                                        |         |
| 23. März 1980 | Hans-Georg Kappe (LAV co op Dortmund)         | 2:32:26 | Klaus Paetsch (HLC Höxter)             | 2:35:47 |

#### Frauen Marathon
| Datum         | 1. Platz                                | Zeit    | 2. Platz                                  | Zeit    |
| ------------- | --------------------------------------- | ------- | ----------------------------------------- | ------- |
| 6. Apr. 1997  | Monika Wöhleke (LG Baunatal/ACT Kassel) | 3:08:06 | Anke Drescher (LLG St. Augustin)          | 3:14:24 |
| 31. März 1996 | Birgit Bedenk (DLC Aachen)              | 3:35:25 | Käthe Swiera (Niederrodenbach)            | 3:39:20 |
| 2. Apr. 1995  | Ursula Starke (VfL Wolfsburg)           | 2:57:56 | Simone Stöppler (TV Petersberg)           | 3:15:19 |
| 27. März 1994 | Angelika Dreock (TSB Ravensburg)        | 3:11:09 | Angelika Kullmann (LT Gruiten-Neandertal) | 3:12:23 |
| 4. Apr. 1993  | Angelika Böttcher (Eintracht Duisburg)  | 3:07:57 | Cornelia Haschmarr (Usinger TSG)          | 3:35:24 |
| 5. Apr. 1992  | Petra Schmitz (LG Bonn)                 | 3:23:49 | Franziska Lüttgen (SSC Hanau-Rodenbach)   | 3:51:18 |
| 7. Apr. 1991  | Ursula Starke (VfL Wolfsburg)           | 2:56:18 |                                           |         |
| 1. Apr. 1990  | Silke Schramm (PSV Holzminden)          | 3:08:47 | Gudrun Sievert (Marathon-Club Menden)     | 3:18:24 |
| 9. Apr. 1989  | Erika Krüger (TSV Reichenbach)          | 3:23:46 |                                           |         |
| 10. Apr. 1988 | Alexandra Sommer (TV Unna)              | 3:25:14 |                                           |         |
| 5. Apr. 1987  | Barbara Bortoli (TV Stierstadt)         | 3:35:52 | Franziska Lüttgen (TGS Niederrodenbach)   | 3:37:40 |
| 6. Apr. 1986  | Hannelore Wesemüller (OSC Vellmar)      | 3:50:00 |                                           |         |
| 31. März 1985 | Edith Behrens (LG Seesen)               | 3:18:14 |                                           |         |
| 25. März 1984 | Monika Andres (TG Wehlheiden)           | 3:12:04 | Walburga Gersch (TuS Ovenhausen)          | 4:08:40 |
| 20. März 1983 | Adelheid Hinz (TV Lauterbach)           | 3:10:06 | Christa Scharfenberg (LG Ahnatal)         | 3:18:27 |
| 14. März 1982 | Elke Ötermann (LG Kassel)               | 3:16:05 |                                           |         |
| 22. März 1981 | Regine Hentschel (TG Münden) (2. Sieg)  | 3:21:39 |                                           |         |
| 23. März 1980 | Lydia Hasse (TC Hannover)               | 3:27:13 |                                           |         |

#### 25-km-Straßenlauf
| Datum         | Sieger                               | Zeit    | Siegerin                     | Zeit    |
| ------------- | ------------------------------------ | ------- | ---------------------------- | ------- |
| 23. März 1980 | Reiner Gutschank (KSV Hessen Kassel) | 1:25:44 | Elke Ötermann (TV 05 Wetter) | 1:48:45 |

#### 15-km-Straßenlauf
Bezirksmeisterschaft
| Datum         | Sieger                      | Zeit  | Siegerin                             | Zeit  |
| ------------- | --------------------------- | ----- | ------------------------------------ | ----- |
| 10. Apr. 1988 | Björn Reise (TG Wehlheiden) | 50:37 | Astrid Bardenheuer (LTG Bardenheuer) | 59:53 |

#### Männer 10-km-Straßenlauf
| Datum         | 1. Platz                                         | Zeit  | 2. Platz                                 | Zeit  |
| ------------- | ------------------------------------------------ | ----- | ---------------------------------------- | ----- |
| 6. Apr. 1997  | Mathias Rüdiger (PSV Grün-Weiß Kassel) (2. Sieg) | 32:20 | Norbert Schmidt (LG Baunatal/ACT Kassel) | 33:15 |
| 31. März 1996 | Norbert Schmidt (LG Baunatal/Kassel)             | 33:49 | Herbert Hey (TSV Erfurt)                 | 34:02 |
| 2. Apr. 1995  | Horst Gruber (SF Blau-Gelb Marburg)              | 32:39 | Hermann Josef Hotze (LG Göttingen)       | 32:41 |
| 27. März 1994 | Andreas Wüstefeld (LG Seesen)                    | 32:15 | Detlef Otte (LG Seesen)                  | 32:17 |
| 4. Apr. 1993  | Djilali Abdesselam (DZA) (LG Baunatal/Kassel)    | 31:11 | Ingo Henniges (SV Lok Blankenburg)       | 31:12 |
| 5. Apr. 1992  | Thomas Hahn (PSV Grün-Weiß Kassel)               | 33:34 | Holger Lauhof (PSV Grün-Weiß Kassel)     | 33:35 |
| 7. Apr. 1991  | Mathias Rüdiger (PSV Grün-Weiß Kassel)           | 31:21 |                                          |       |
| 1. Apr. 1990  | Reiner Gutschank (PSV Grün-Weiß Kassel)          | 31:25 | Eik Fricke (SC Chemie Halle)             | 31:27 |
| 9. Apr. 1989  | Harald Sutter (PSV Grün-Weiß Kassel)             | 32:29 | Herbert Brakebusch (LG Göttingen)        | 32:51 |
| 10. Apr. 1988 | Thomas Eickmann (PSV Grün-Weiß Kassel)           | 30:35 | Christian Simon (PSV Grün-Weiß Kassel)   | 33:06 |
| 5. Apr. 1987  | Stefan Klaholz (PSV Grün-Weiß Kassel)            | 32:01 | Wolfgang Paulus (PSV Grün-Weiß Kassel)   | 32:26 |
| 6. Apr. 1986  | Jan Weyts (Marathon-Club Menden)                 | 32:28 | Udo Engelbrecht (PSV Grün-Weiß Kassel)   | 33:13 |
| 31. März 1985 | Reiner Gutschank (PSV Grün-Weiß Kassel)          | 32:19 | Hans-Peter Schmidt (LG Kassel-Baunatal)  | 32:52 |
| 25. März 1984 | Jörg Werner (TSV Eintracht Felsberg)             | 31:58 | Dirk Germandi (LC Paderborn)             | 32:30 |
| 20. März 1983 | Markus Steinmetz (LG Münden)                     | 33:13 | Wolfgang Schulz (SC Meißner)             | 33:15 |
| 14. März 1982 | Stefan Thoms (LG Wabern)                         |       | Gisbert Wöhleke (KSV Hessen Kassel)      |       |
| 22. März 1981 | Hermann Lehne (KSV Hessen Kassel)                | 33:07 |                                          |       |

#### Frauen 10-km-Straßenlauf
| Datum         | 1. Platz                                           | Zeit   | 2. Platz                                 | Zeit  |
| ------------- | -------------------------------------------------- | ------ | ---------------------------------------- | ----- |
| 6. Apr. 1997  | Annegret Gröppel (Non Stop Ultra Brakel) (3. Sieg) | 39:32  |                                          |       |
| 31. März 1996 | Annegret Gröppel (Non Stop Ultra Brakel) (2. Sieg) | 38:49  | Vera Siebert (PSV Grün-Weiß Kassel)      | 41:10 |
| 2. Apr. 1995  | Annegret Gröppel (Non Stop Ultra Brakel)           | 38:32  | Britta Bannenberg (PSV Grün-Weiß Kassel) | 40:15 |
| 27. März 1994 | Sonja Richardt (SF Blau-Gelb Marburg)              | 37:18  | Anett Deckert (PSV Meiningen)            | 42:11 |
| 4. Apr. 1993  | Barbara Kirk (PSV Grün-Weiß Kassel)                | 37:54  | Helga Eßer (TuS Rheindorf)               | 39:02 |
| 5. Apr. 1992  | Monika Schweitzer (TG Wehlheiden)                  | 45:55  | Ulla Ziegler (TG Wehlheiden)             | 48:09 |
| 7. Apr. 1991  | Celia Eberwein (PSV Grün-Weiß Kassel)              | 37:50  |                                          |       |
| 1. Apr. 1990  | Ute Schmidt (SC Chemie Halle)                      | 36:45  | Yvonne Lichtenfeld (SC Chemie Halle)     | 37:33 |
| 9. Apr. 1989  | Monika Andres (LG Baunatal)                        | 41:14  | Sabine Klotz (PSV Grün-Weiß Kassel)      | 41:24 |
| 10. Apr. 1988 | Karin Terp (TuS Iserlohn)                          | 42:02  | Winnie-Vera Pennigstorff (LG Göttingen)  | 45:37 |
| 5. Apr. 1987  | Barbara Winkler (LG Herne)                         | 39:39  |                                          |       |
| 6. Apr. 1986  | Angelika Stephan (PSV Grün-Weiß Kassel)            | 39:29  |                                          |       |
| 31. März 1985 | Anneliese Schüler (FSK Lohfelden)                  | 43:07  | Monika Kling (LG Butzbach)               | 44:15 |
| 25. März 1984 | Margot Reich (SV Weimar)                           | 35:07? |                                          |       |
| 20. März 1983 | Elke Ötermann (LG Baunatal)                        | 39:44  |                                          |       |
| 14. März 1982 |                                                    |        |                                          |       |
| 22. März 1981 | Christa Scharfenberg (LG Ahnatal)                  | 43:11  |                                          |       |

#### Männer 20-km-Gehen
| Datum         | 1. Platz                                       | Zeit    | 2. Platz                              | Zeit    |
| ------------- | ---------------------------------------------- | ------- | ------------------------------------- | ------- |
| 9. Apr. 1989  | Hans Michalski (Eintracht Frankfurt) (4. Sieg) | 1:33:50 | Dieter Zschiesche (SV Friedrichsgabe) | 1:34:11 |
| 10. Apr. 1988 | Hans Michalski (Eintracht Frankfurt) (3. Sieg) | 1:30:34 | Karl Degener (VfL Wolfsburg)          | 1:35:45 |
| 5. Apr. 1987  | Karl Degener (VfL Wolfsburg) (5. Sieg)         | 1:39:42 |                                       |         |
| 6. Apr. 1986  | Hans Michalski (Eintracht Frankfurt) (2. Sieg) | 1:37:39 |                                       |         |
| 31. März 1985 | Rainer Driesen (SF Düsseldorf-Süd)             | 1:44:00 | Karl-Josef Berens (LTV Lippstadt)     | 1:45:02 |
| 25. März 1984 | Karl Degener (VfL Wolfsburg) (4. Sieg)         | 1:33:28 | Hans-Joachim Kloppe (LG Göttingen)    | 1:41:30 |
| 20. März 1983 | Karl Degener (VfL Wolfsburg) (3. Sieg)         | 1:29:32 | Hans-Joachim Kloppe (LG Göttingen)    | 1:40:57 |
| 14. März 1982 | Karl Degener (VfL Wolfsburg) (2. Sieg)         | 1:29:12 | Hans Michalski (Eintracht Frankfurt)  | 1:30:43 |
| 22. März 1981 | Karl Degener (VfL Wolfsburg)                   | 1:29:21 |                                       |         |
| 23. März 1980 | Hans Michalski (Eintracht Frankfurt)           | 1:35:50 |                                       |         |

#### Frauen 10-km-Gehen
| Datum         | 1. Platz                                    | Zeit    | 2. Platz                              | Zeit    |
| ------------- | ------------------------------------------- | ------- | ------------------------------------- | ------- |
| 9. Apr. 1989  | Ingrid Adam (LG Olympia Dortmund) (3. Sieg) | 53:56   | Karin Dygas (LG Verden)               | 57:13   |
| 10. Apr. 1988 | Gabriele Kutze (LG Braunschweig)            | 56:33   | Edith Kuchenbecker (LG Braunschweig)  | 56:48   |
| 5. Apr. 1987  | Michaela Lampe (MTV Hildesheim)             | 1:15:44 |                                       |         |
| 6. Apr. 1986  | Olga Meyer (VfL Uetze)                      | 56:27   |                                       |         |
| 31. März 1985 | Helga Eichbaum (KSV Hessen Kassel)          | 58:49   | Gerda Bornwasser (TSV Auringen)       | 1:01:30 |
| 25. März 1984 | Ingrid Adam (LAV Düsseldorf) (2. Sieg)      | 51:30   | Erika Spangenberg (TSG Niederzwehren) | 1:00:22 |
| 20. März 1983 | Erika Spangenberg (TSG Niederzwehren)       | 58:59   | Helga Eichbaum (KSV Hessen Kassel)    | 59:30   |
| 14. März 1982 | Helga Günther (KSV Hessen Kassel)           | 56:05   | Erika Spangenberg (TSG Niederzwehren) | 1:02:55 |
| 22. März 1981 | Ingrid Adam (LAV Düsseldorf)                | 55:45   |                                       |         |
| 23. März 1980 | Gerda Bornwasser (Wiesbaden)                | 59:04   | Helga Günther (KSV Hessen Kassel)     | 59:15   |

### Siegerlisten Sensenstein-Marathon (1972–1979)

#### Männer Marathon
| Datum         | 1. Platz                                  | Zeit    | 2. Platz                                                   | Zeit    |
| ------------- | ----------------------------------------- | ------- | ---------------------------------------------------------- | ------- |
| 25. März 1979 | Horst von Gaza (SSC Bad Sooden-Allendorf) | 2:40:46 | Norbert Zecher (Staufenberg)                               | 2:46:28 |
| 12. März 1978 | Gerhard Boldt (KSV Hessen Kassel)         | 2:41:08 | Armin Rühl (LGV Marathon Gießen)                           | 2:42:51 |
| 20. März 1977 | Gerhard Göbel (TG Großalmerode) (2. Sieg) | 2:25:55 |                                                            |         |
| 4. Apr. 1976  | Gerhard Göbel (TG Großalmerode)           | 2:29:28 | Rolf Lück (Kirchhain)                                      | 2:37:13 |
| 9. März 1975  | Rolf Lück (Stadt Allendorf)               | 2:29:00 | ? Wetzel (Sehnde)                                          | 2:33:17 |
| 24. März 1974 | Georg Pyttel (VfL Duderstadt) (2. Sieg)   | 2:29:55 | Rolf Lück (Kirchhain)                                      | 2:31:45 |
| 15. Apr. 1973 | Georg Pyttel (VfL Duderstadt)             | 2:39:24 | Klaus Werther (LG Alheimer)/Jürgen Behrens (VfL Wolfsburg) | 2:39:30 |
| 26. März 1972 | Jürgen Behrens (VfL Wolfsburg)            | 2:36:12 | Rolf Lück (Stadt Allendorf)                                | 2:36:35 |

#### Frauen Marathon
| Datum         | 1. Platz                              | Zeit    | 2. Platz                           | Zeit    |
| ------------- | ------------------------------------- | ------- | ---------------------------------- | ------- |
| 25. März 1979 | Regine Hentschel (TG Münden)          | 3:56:28 |                                    |         |
| 12. März 1978 | Leni Elbing (LGV Marathon Gießen)     | 3:39:23 |                                    |         |
| 20. März 1977 | Christa Vahlensieck (Barmer TV)       | 2:58:50 | Hilde Bader (Ravensburg)           | 3:20:03 |
| 4. Apr. 1976  | Anni Horn (LG Schwalm)                | 3:12:45 |                                    |         |
| 9. März 1975  | Emmi Friedel (MT Melsungen) (3. Sieg) | 3:36:02 | Lydia Backes (LGV Marathon Gießen) | 3:43:27 |
| 24. März 1974 | Eva-Maria Westphal (VfL 93 Hamburg)   | 4:00:10 | Ursula Grady (LG Schwalm)          | 4:20:28 |
| 15. Apr. 1973 | Emmi Friedel (MT Melsungen) (2. Sieg) | 4:05:05 | Elsbeth Brauns (CFRV Kassel)       | 5:23:58 |
| 26. März 1972 | Emmi Friedel (MT Melsungen)           | 4:22:43 | Elsbeth Brauns (CFRV Kassel)       | 4:35:07 |

#### 28,5-km-Probierstrecke
| Datum         | Sieger                               | Zeit    | Siegerin                                            | Zeit    |
| ------------- | ------------------------------------ | ------- | --------------------------------------------------- | ------- |
| 25. März 1979 | Wolfgang Heinemann (LG Waldeck)      | 1:39:28 | Angelika Stephan (LG ACT Kassel/Eintracht Baunatal) | 1:51:21 |
| 12. März 1978 | Reiner Gutschank (KSV Hessen Kassel) | 1:43:55 | Anneliese Schüler (FSK Lohfelden)                   | 2:12:07 |
| 20. März 1977 | Karl-Heinz Pscherra (ASC Darmstadt)  | 1:43:35 | Gudrun Ellenberger (MT Melsungen)                   | 3:10:02 |
| 4. Apr. 1976  | Wolfgang Hoppe (KSV Hessen Kassel)   | 1:49:07 | Margret Hahn (TG Großalmerode)                      | 2:47:22 |